# Mexikói Nemzeti Embertani Múzeum
A  Mexikói Nemzeti Embertani Múzeum (Museo Nacional de Antropología) Mexikóvárosban a Mexikói Nemzeti Embertani és Történeti Intézethez tartozik. A kiállítás tárgyát az ország prekolumbián történelmi illetve még létező indián kultúráinak tárgyi emlékei képezik. A beépített terület több mint 44 ezer m², amelyhez további 35 ezer m² szabadtéri kiállítóterület kapcsolódik.

## Története

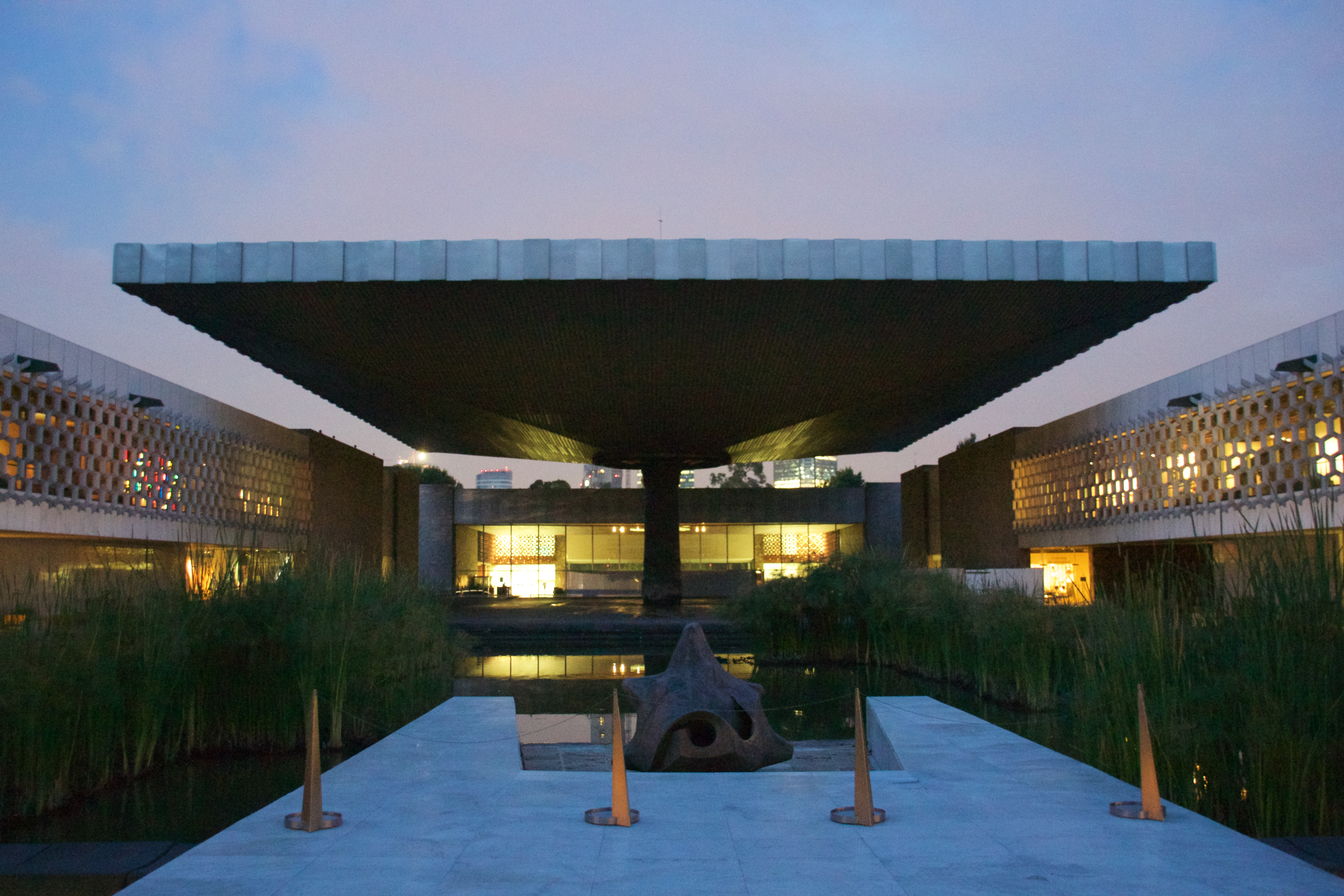
Központi udvar

A múzeum épületét Pedro Ramírez Vázquez, Rafael Mijares Alcérreca és Jorge Campuzano tervezte és 1964. szeptember 17-én nyitotta meg kapuit. A gyűjtemény összeállítását eredetileg Lorenzo Boturini Bernaducci kezdte el, ezt 1825. március 18-án átvette az egyetem. Ez a Boturini-gyűjtemény 1735 és 1743 között jött létre és a legkorábbi jelentősebb történeti gyűjtemény Mexikóban.

## A gyűjtemény
A földszinten részben a szabad ég alatt a mexikói indián kultúrákat és korszakokat régészeti leletekkel és építészeti példák alapján mutatják be. A legismertebb és legfontosabb kiállítási tárgy a napkő (Piedra del Sol). Az emeleten találhatóak a néprajzi leletek. Itt a jelenlegi mexikói indián népek hagyományos viseleteit, kézművességük és építészetük példáit tekinthetjük meg.A múzeumnak két szintje van, a földszint (Planta baja) és emelet (Planta alta) 12 – 12 kiállítási teremmel. Minden terem egy bizonyos régióval vagy kultúrával foglalkozik.

## Képek

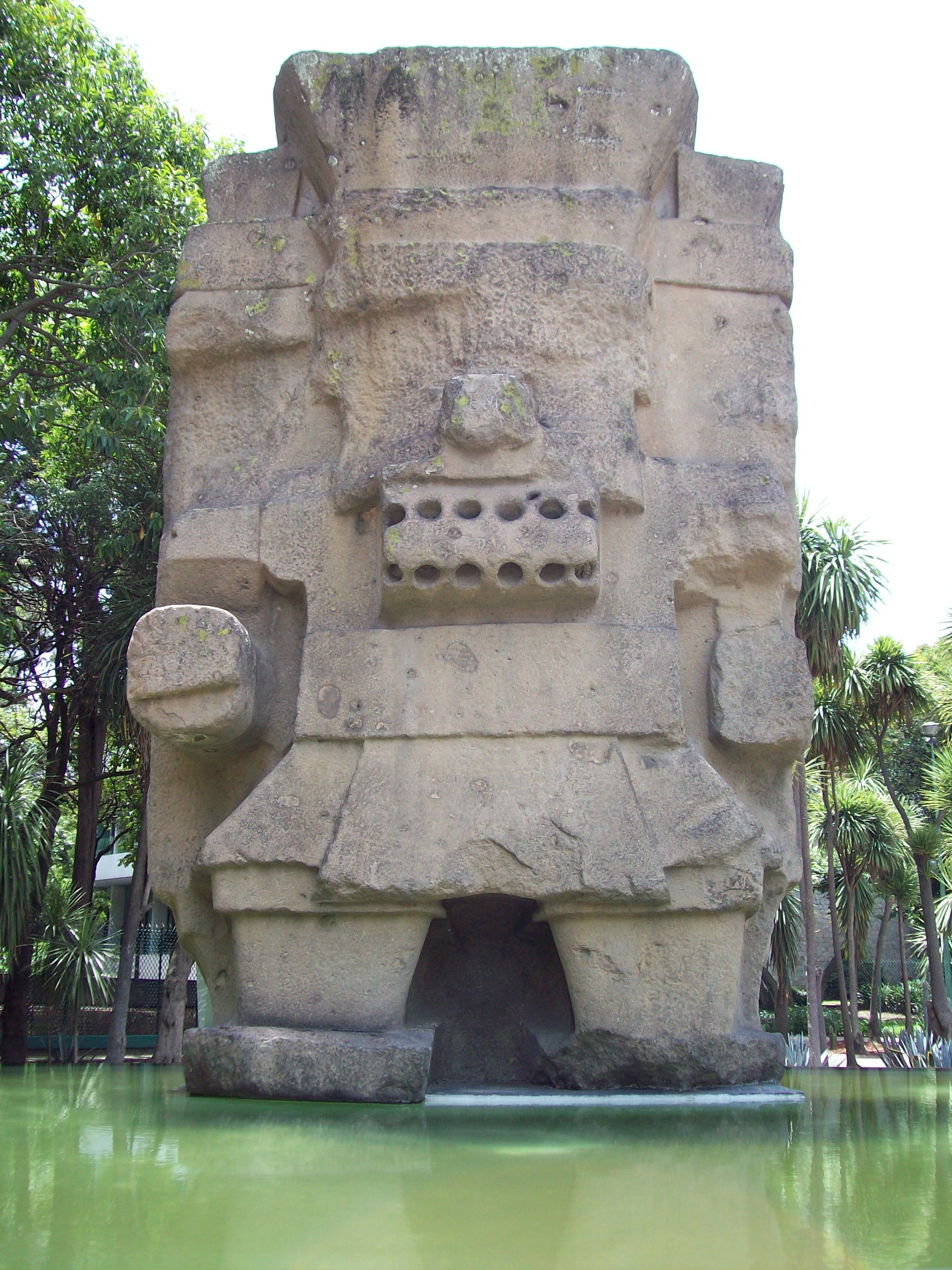
A Tlalok monolitikus szobrászata
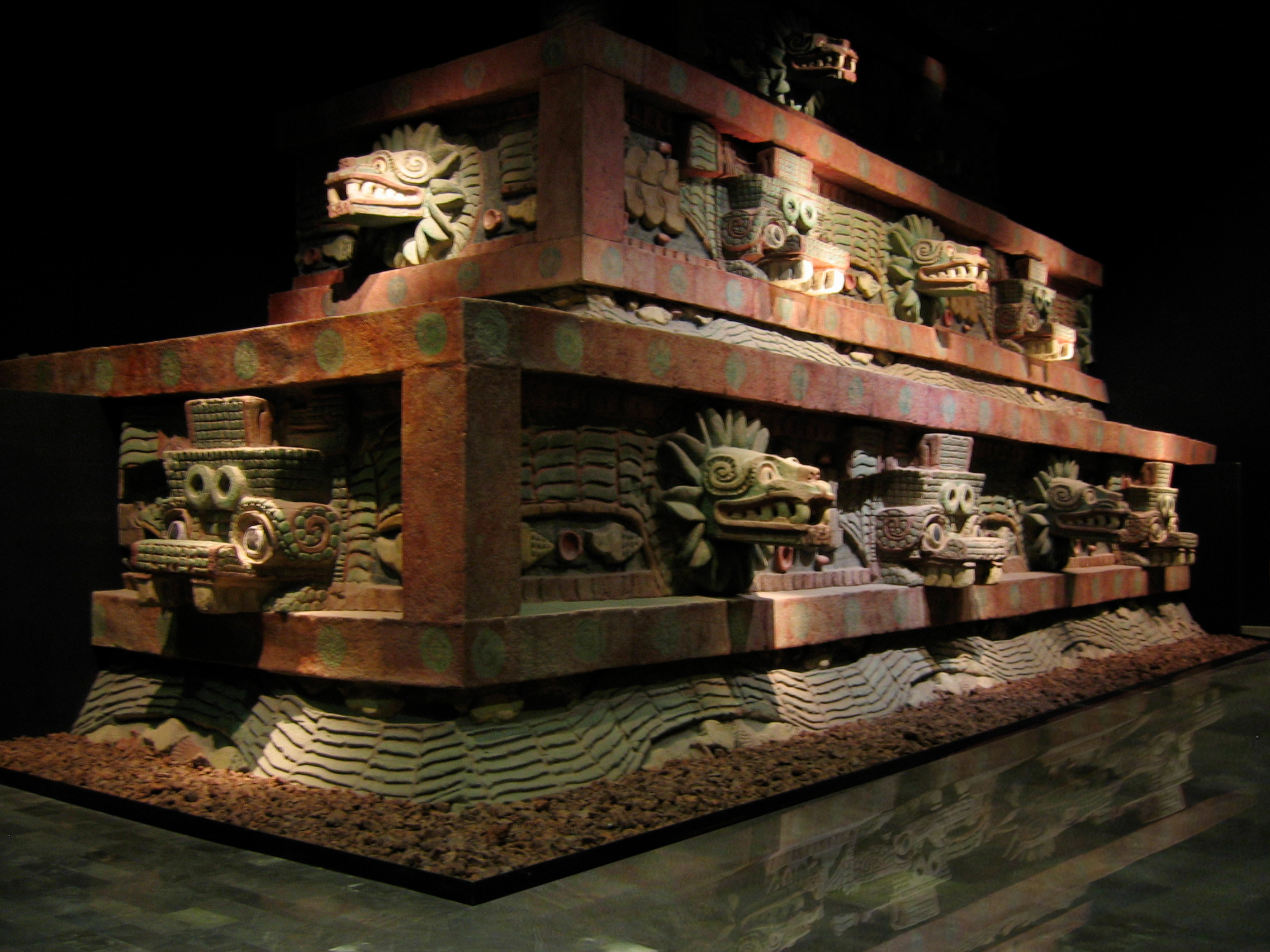
A tollas kígyó templomának reprodukálása Teotihuacan
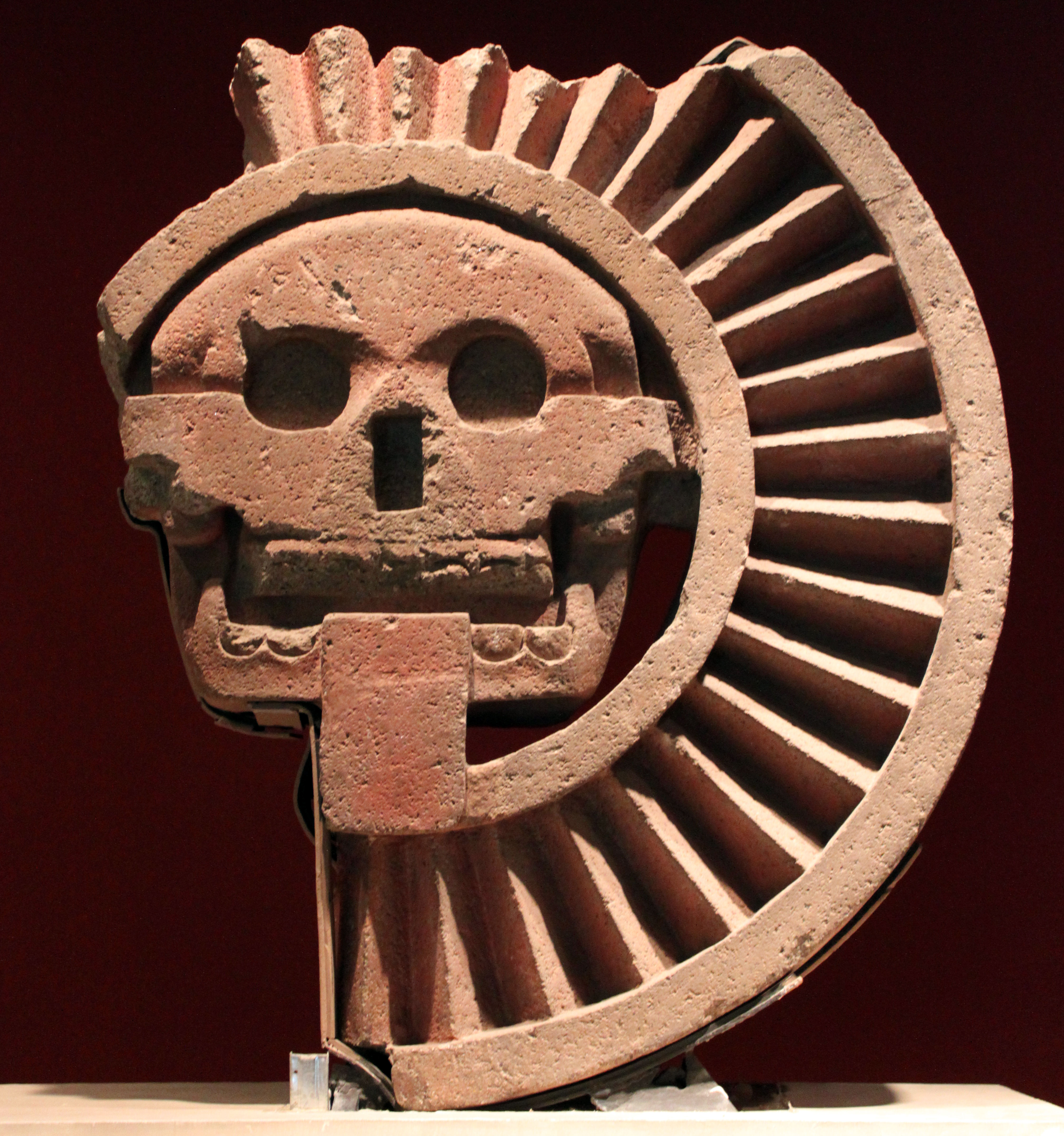
Miktlántekutli lemeze
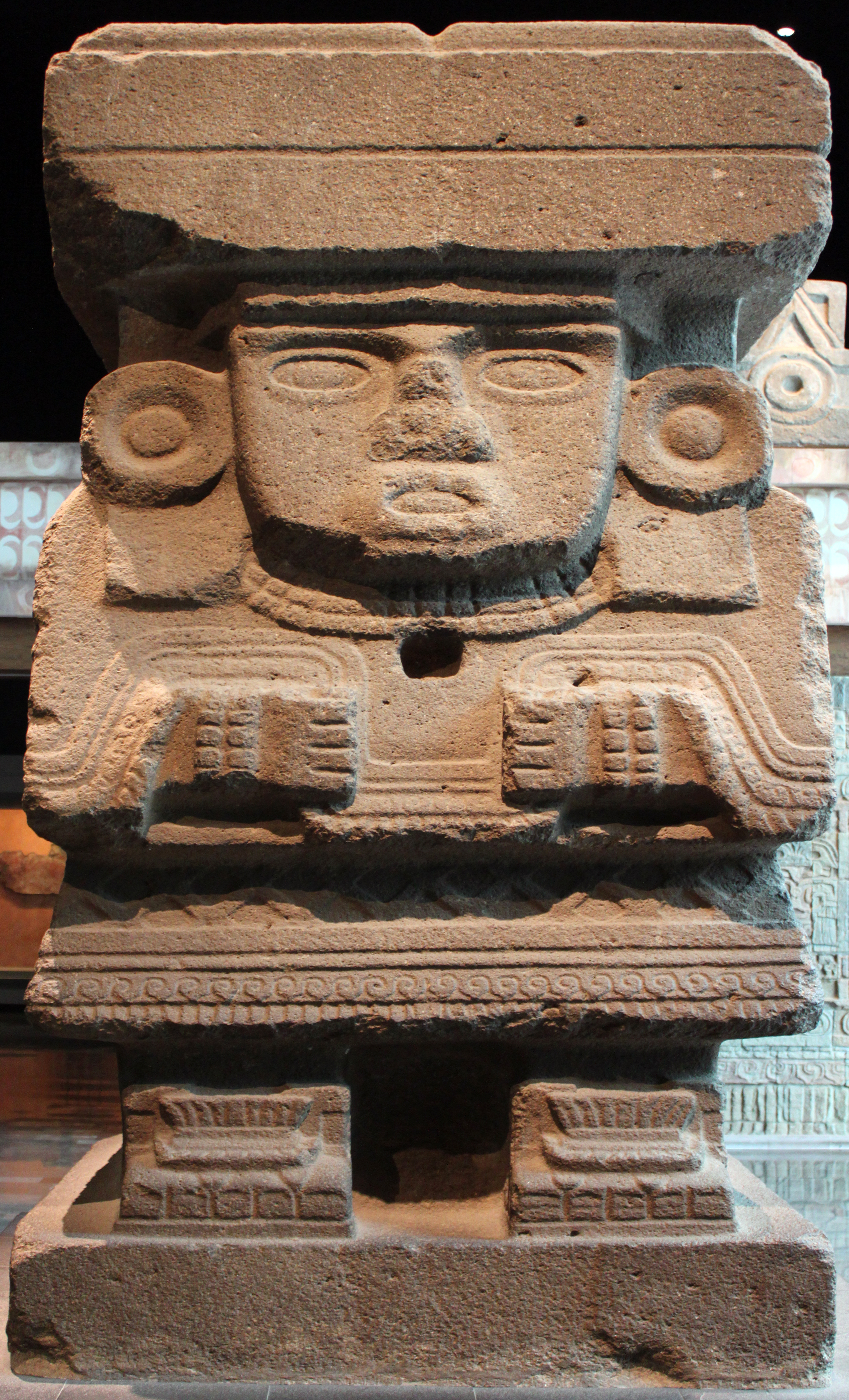
Csalcsiutlikve szobor
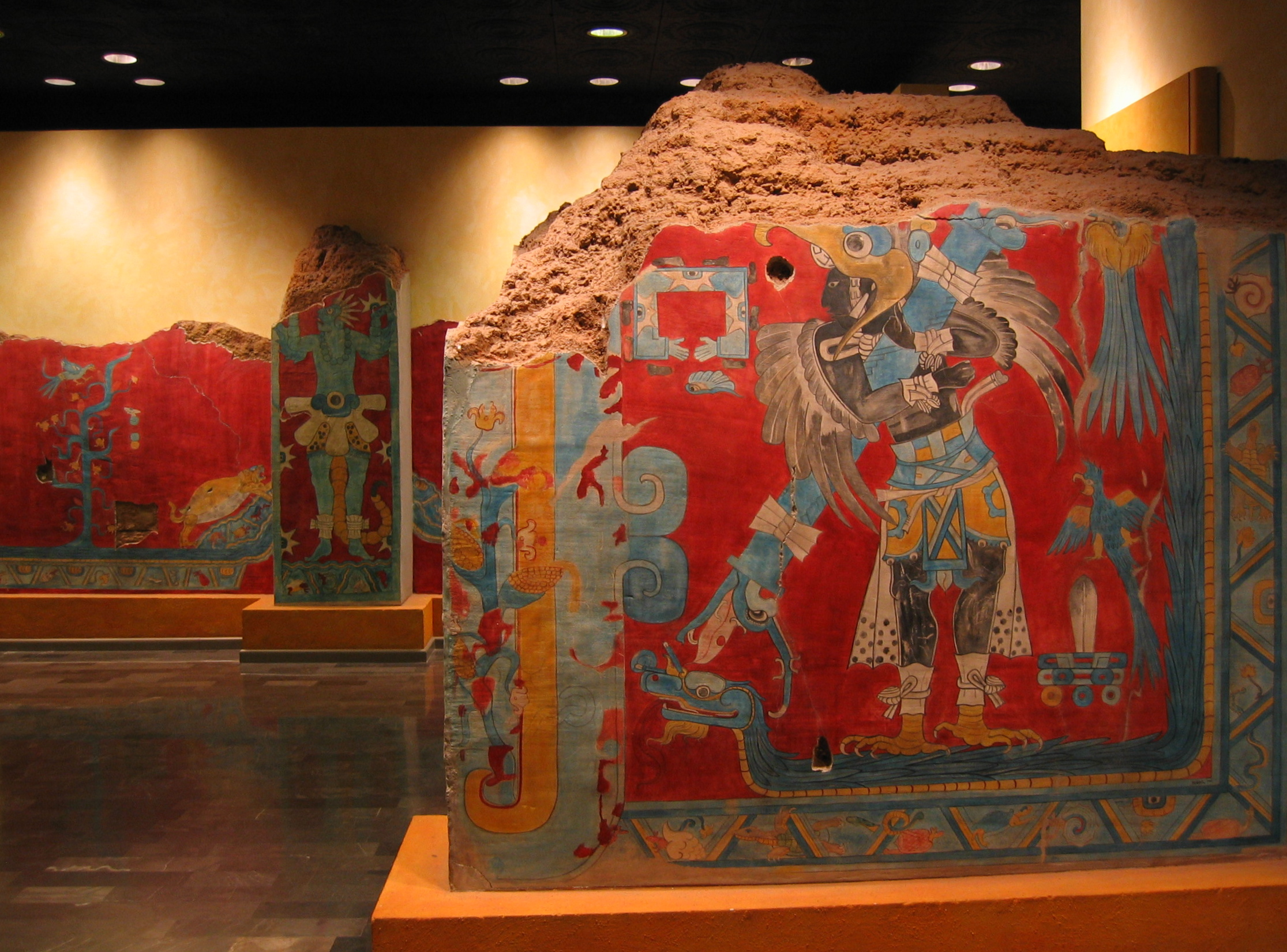
A Ember - Madár falfestménye,a Cacaxtlá-ban
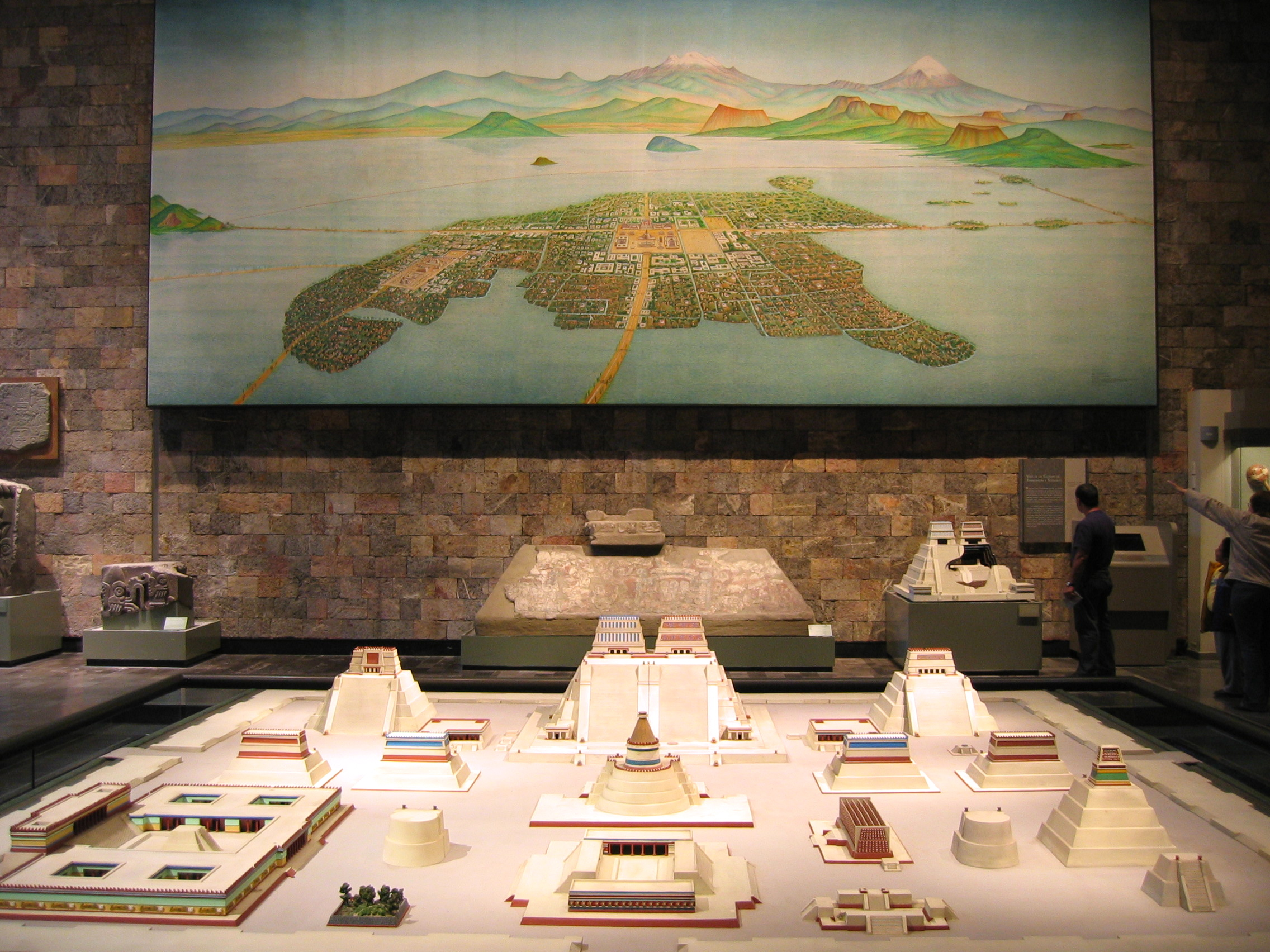
Tenocstitlan modellje
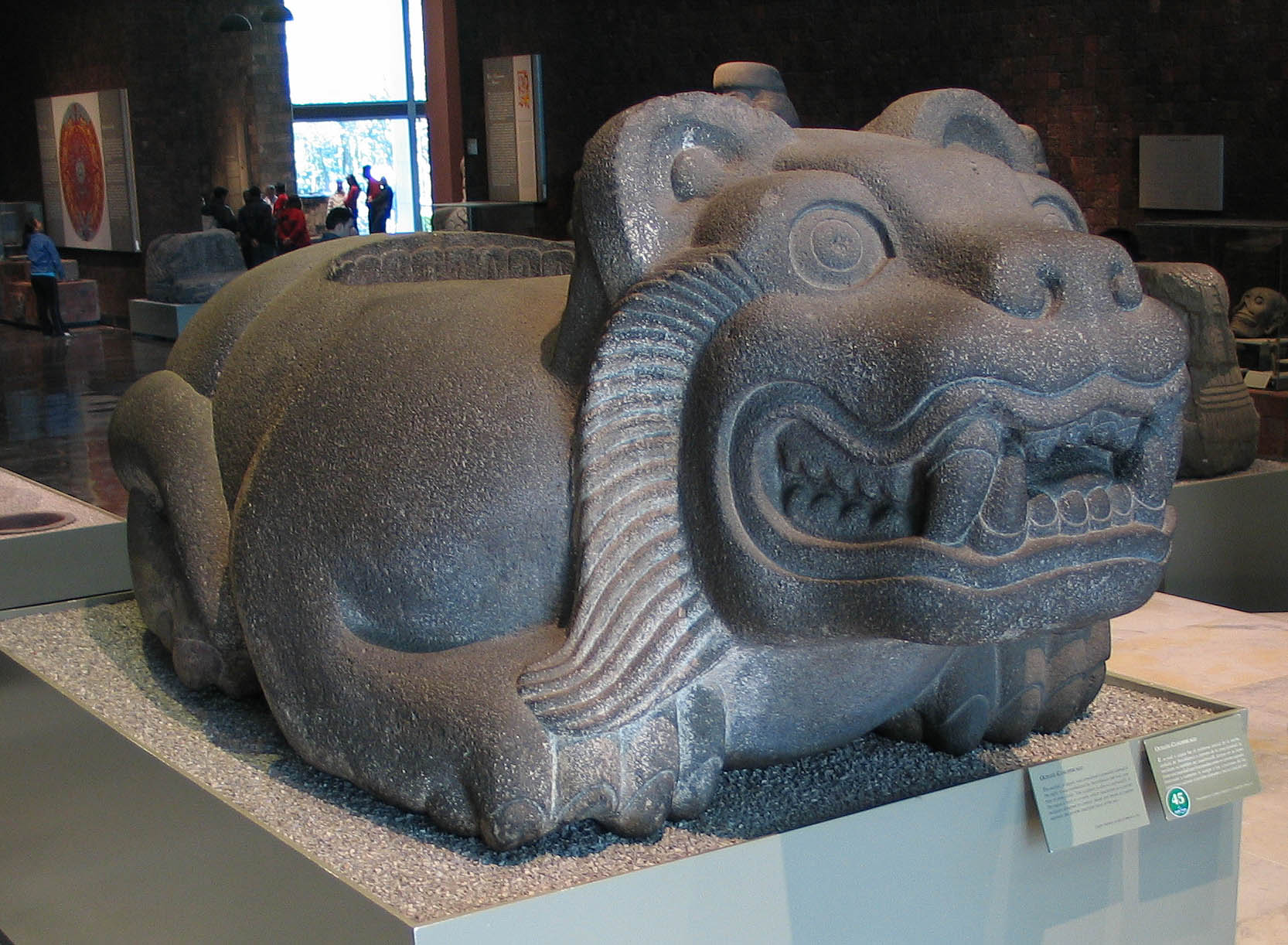
Ocelotl-Cuauhxicalli, ahol a levágott szíveket letétbe helyezték
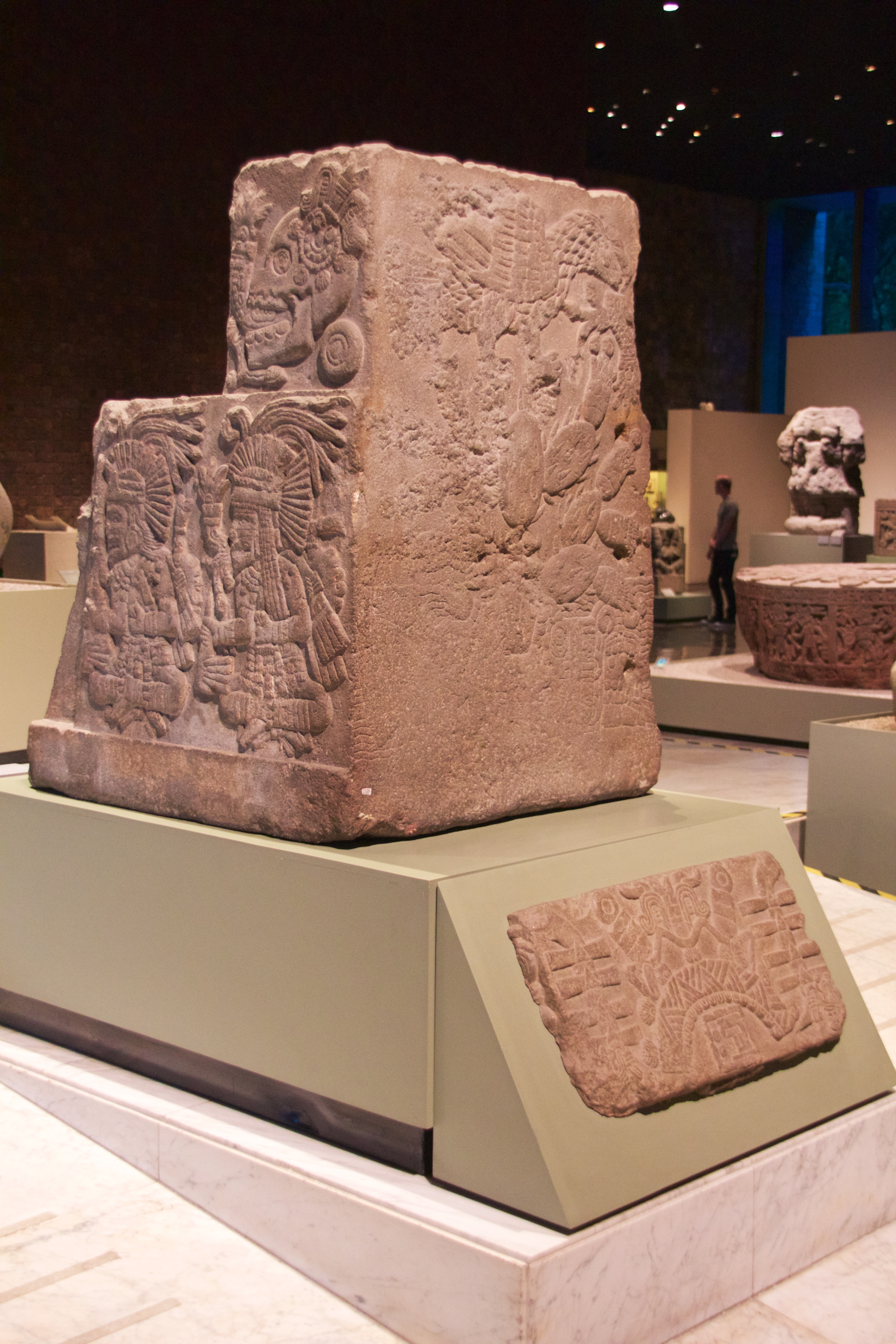
Teocalli a szent háborúból
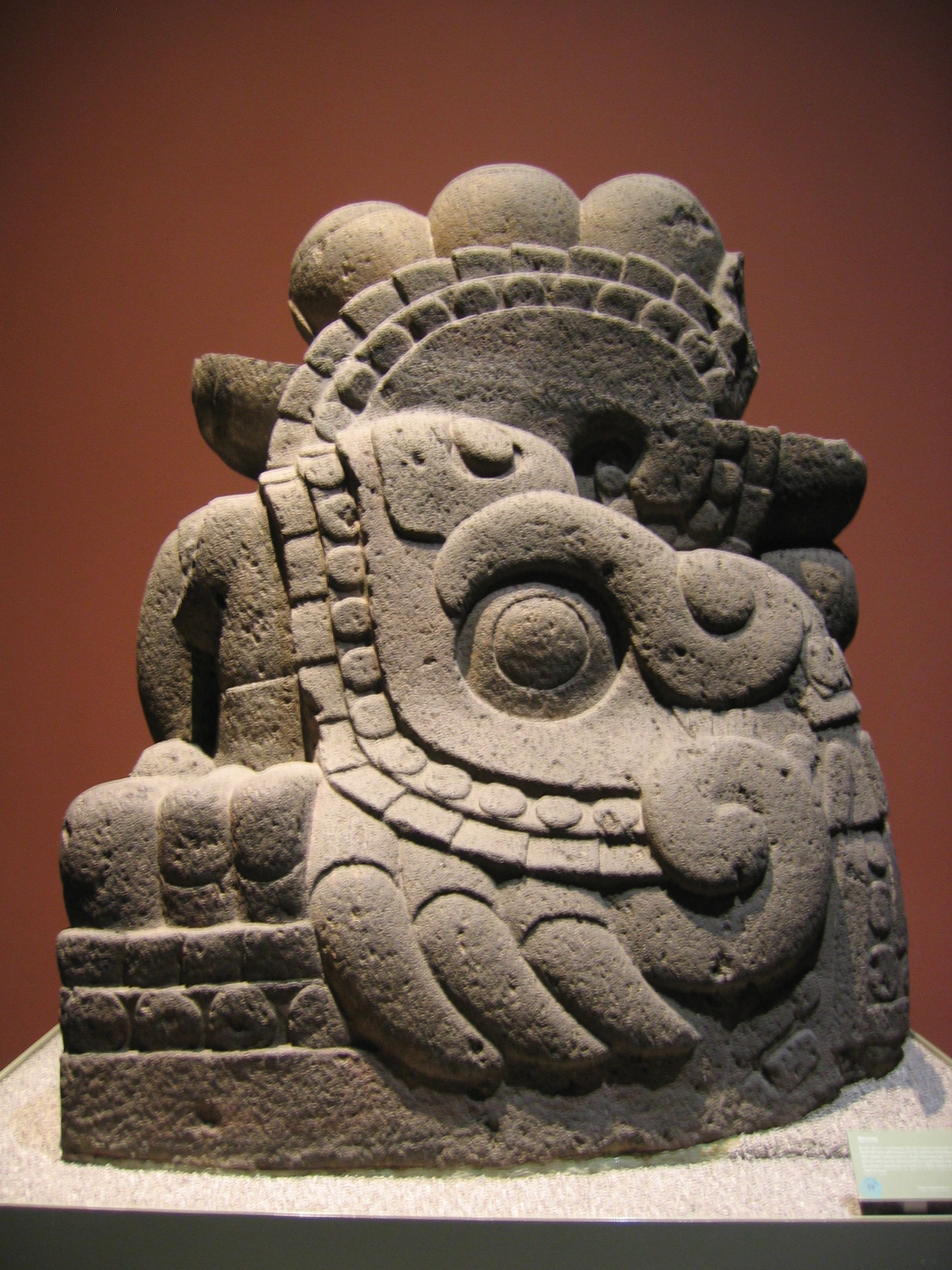
Xiuhcotl szobor
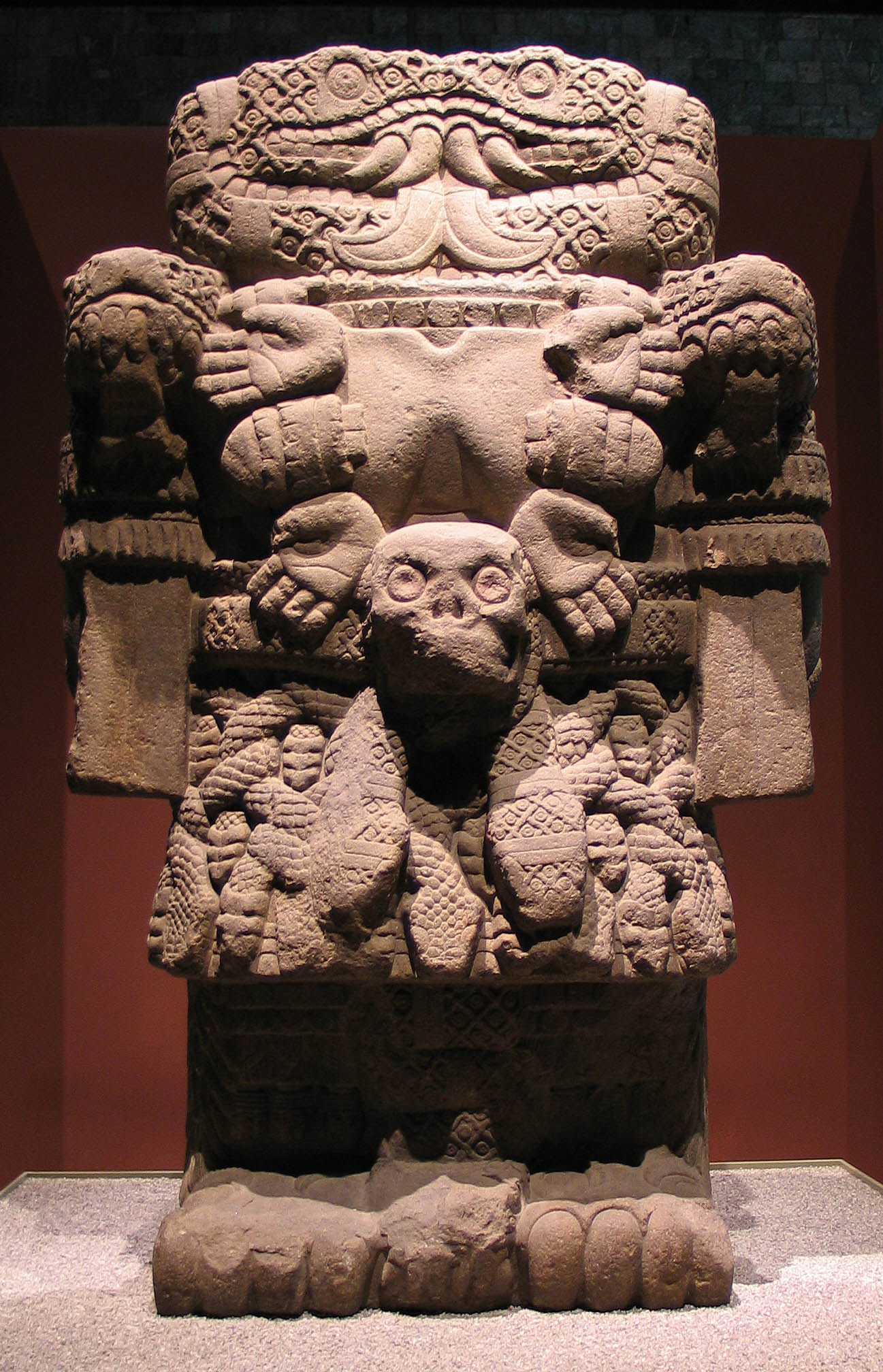
Coatlicue szobor
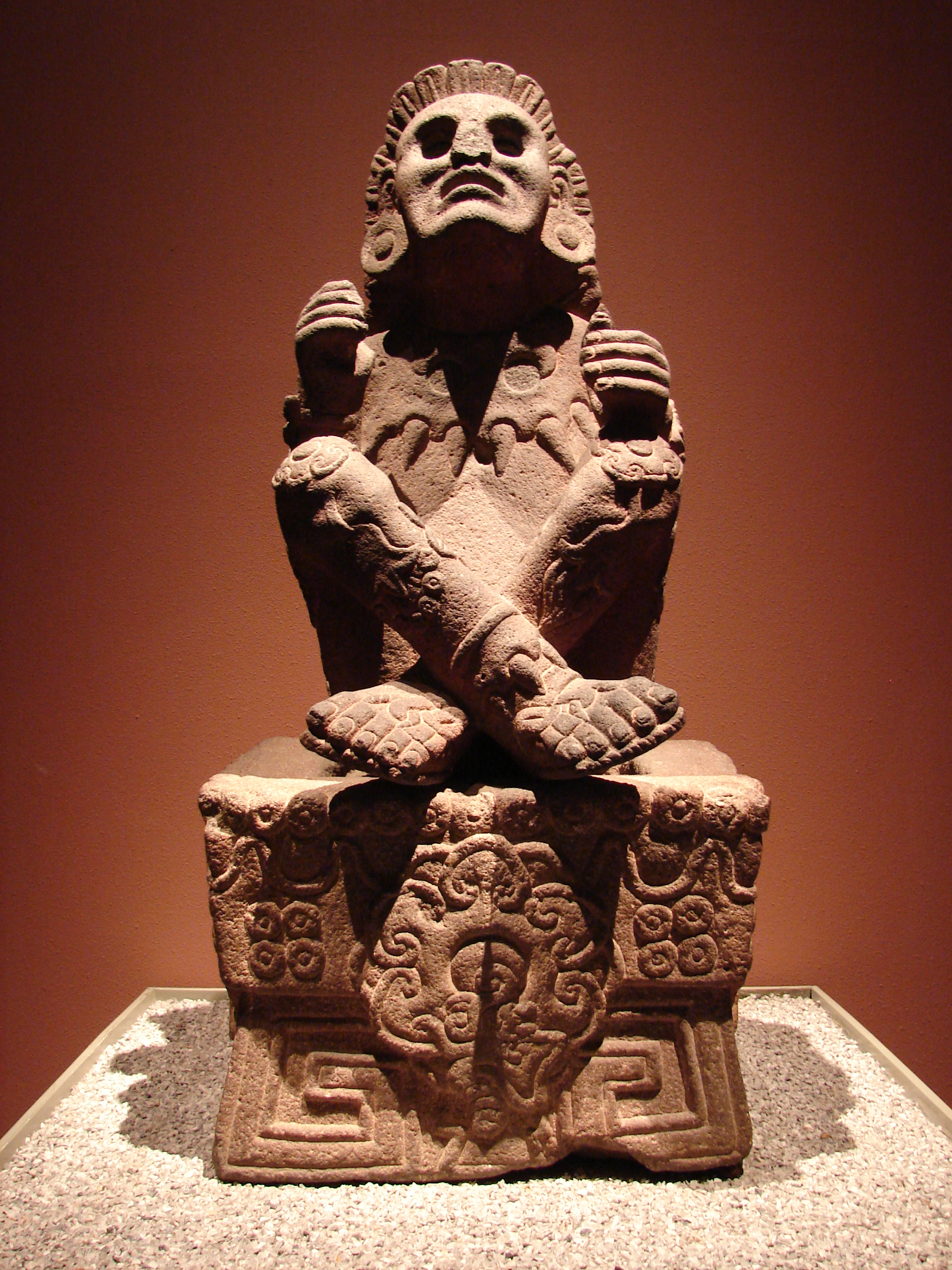
Xochipilli szobor
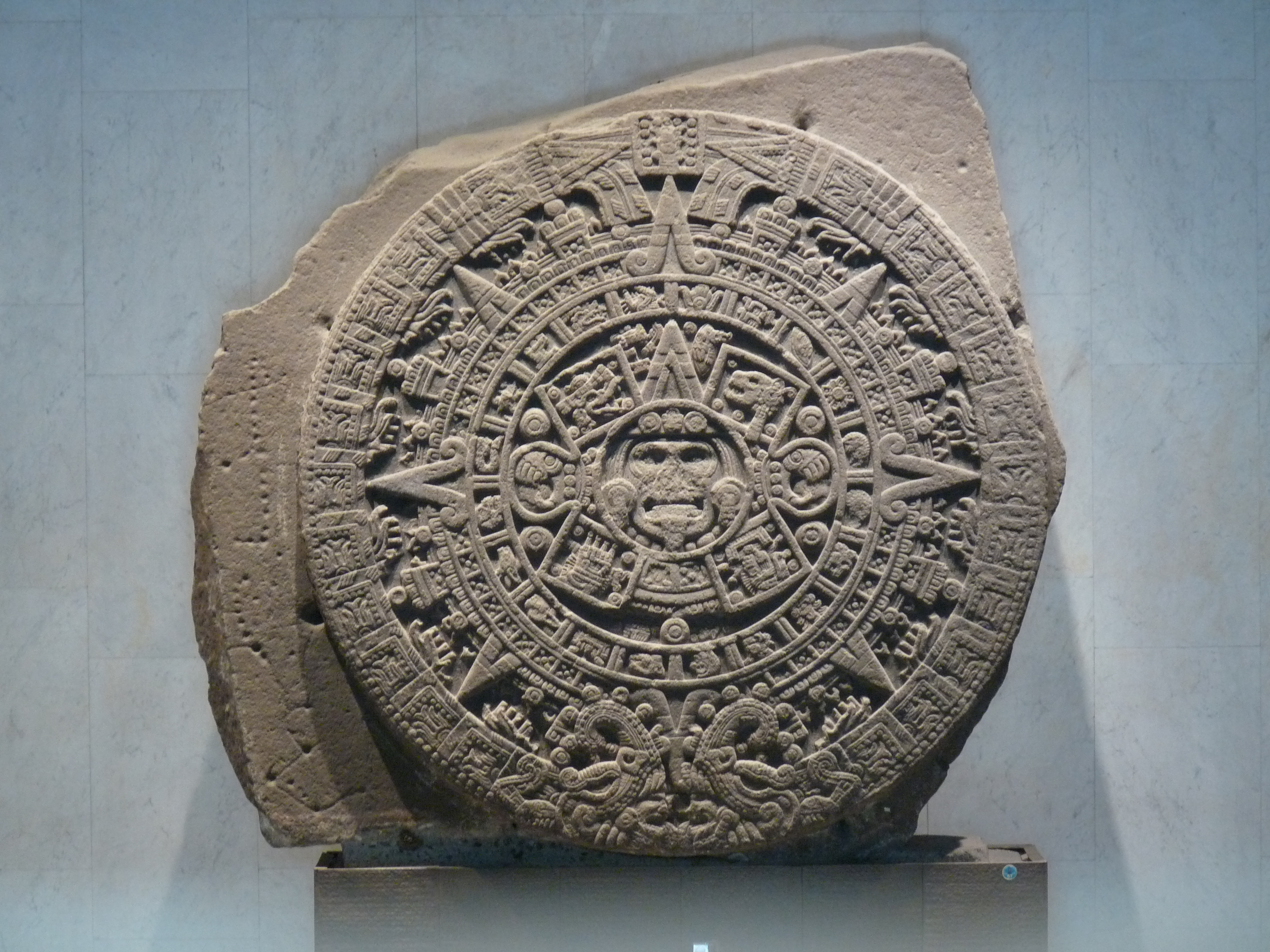
A Piedra del Sol, az azték naptárkő
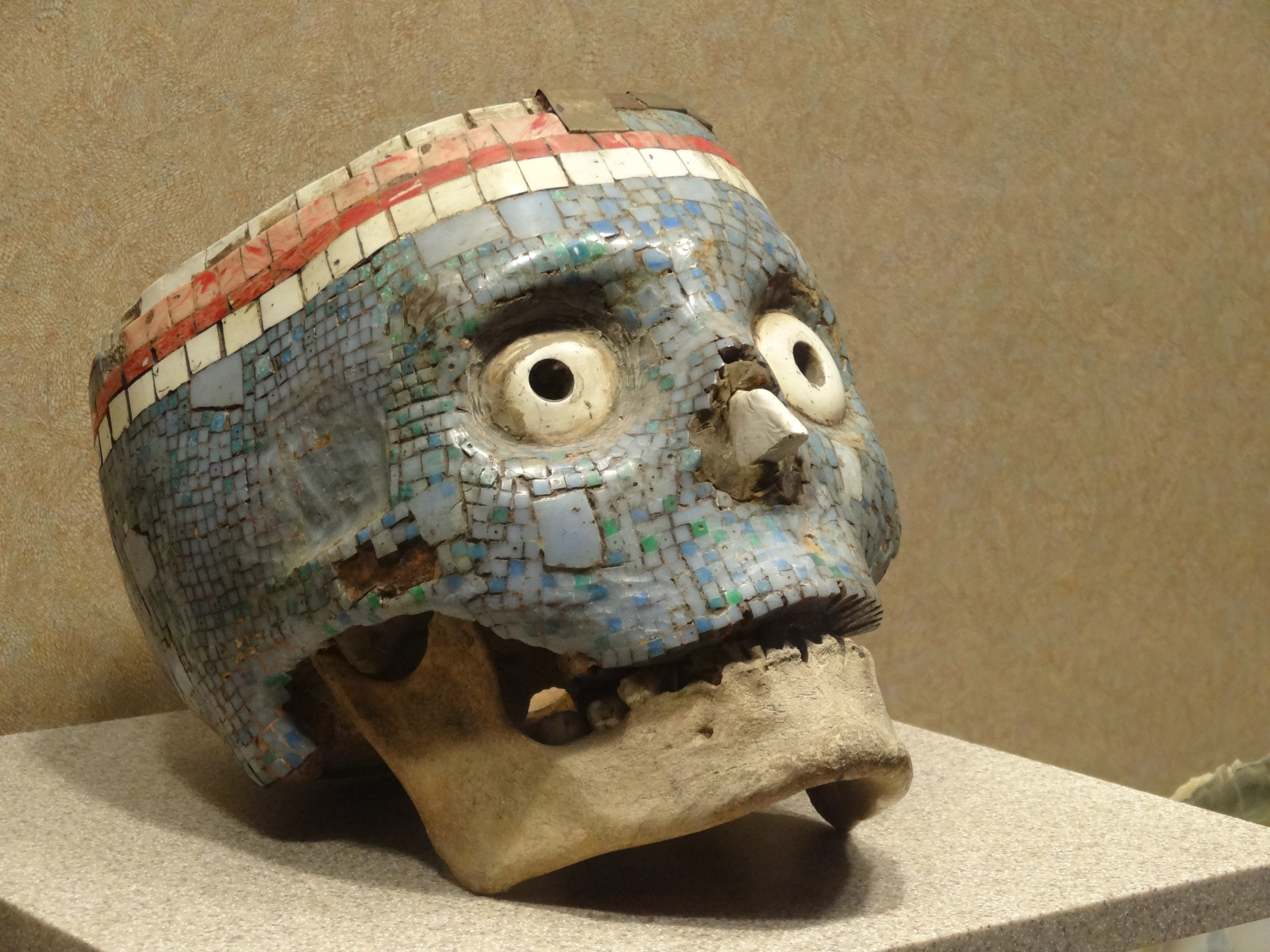
Koponya türkizvel borított
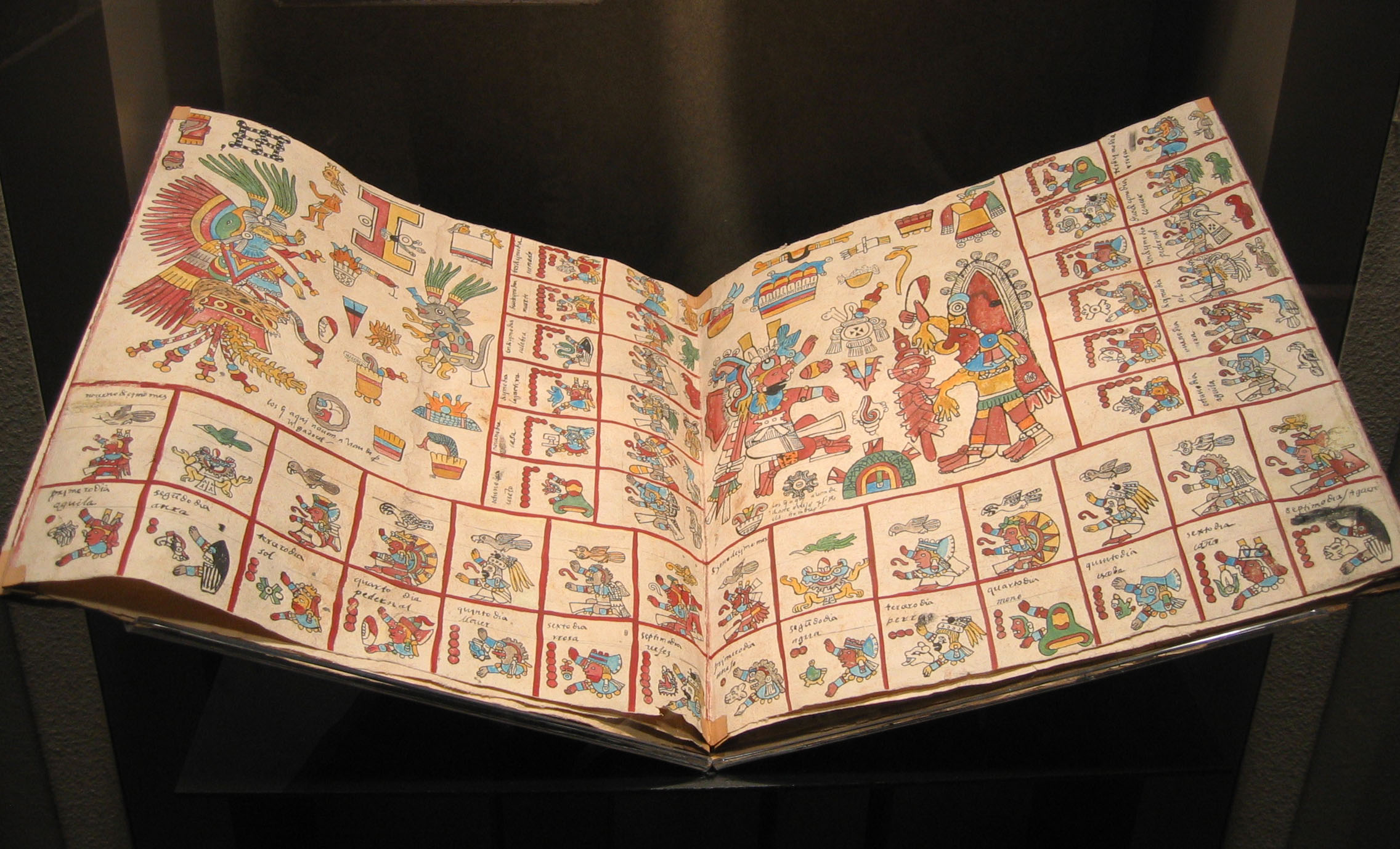
A reprodukálása kódex Borbonicus
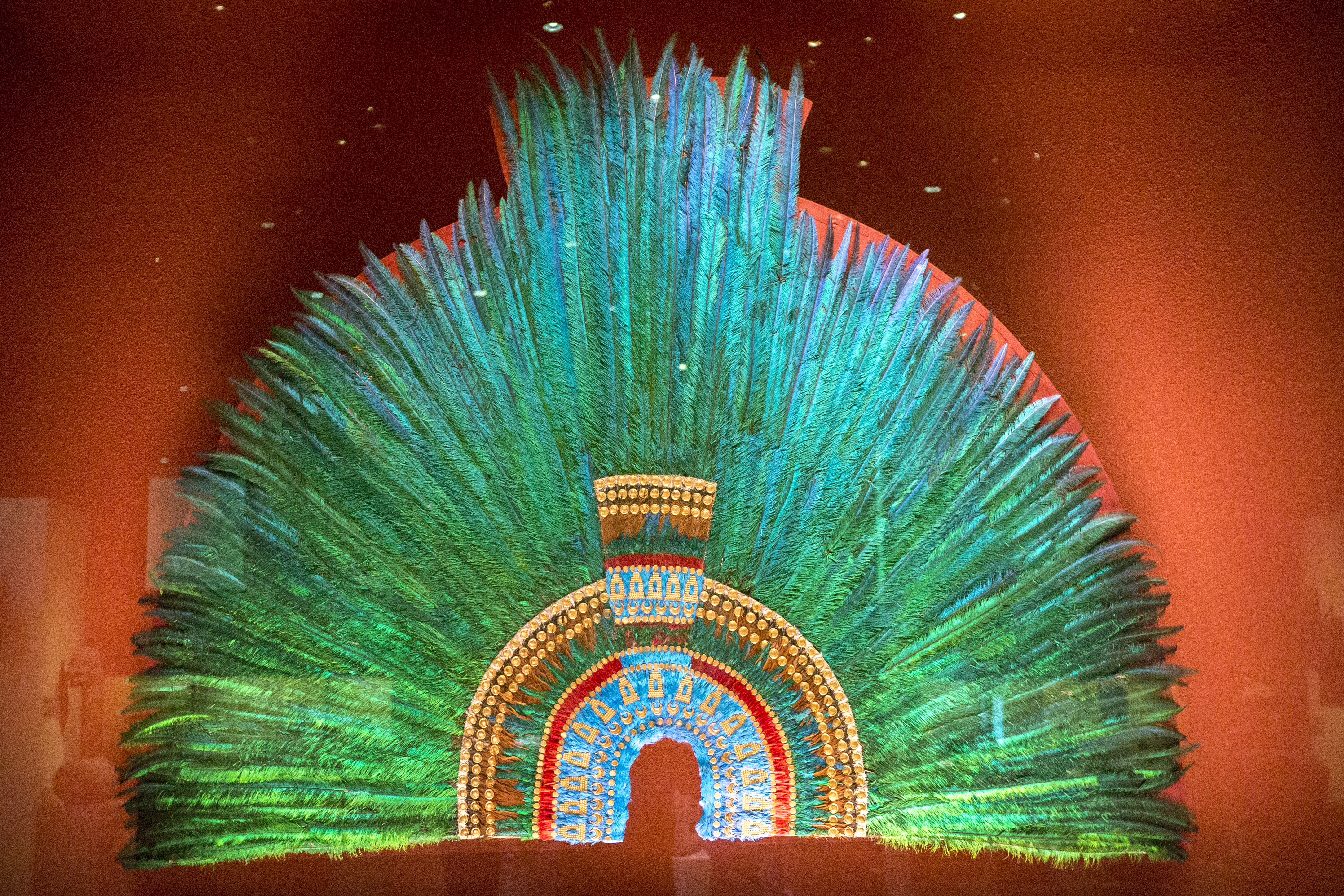
A II. Moctezuma madártoll fejdísz
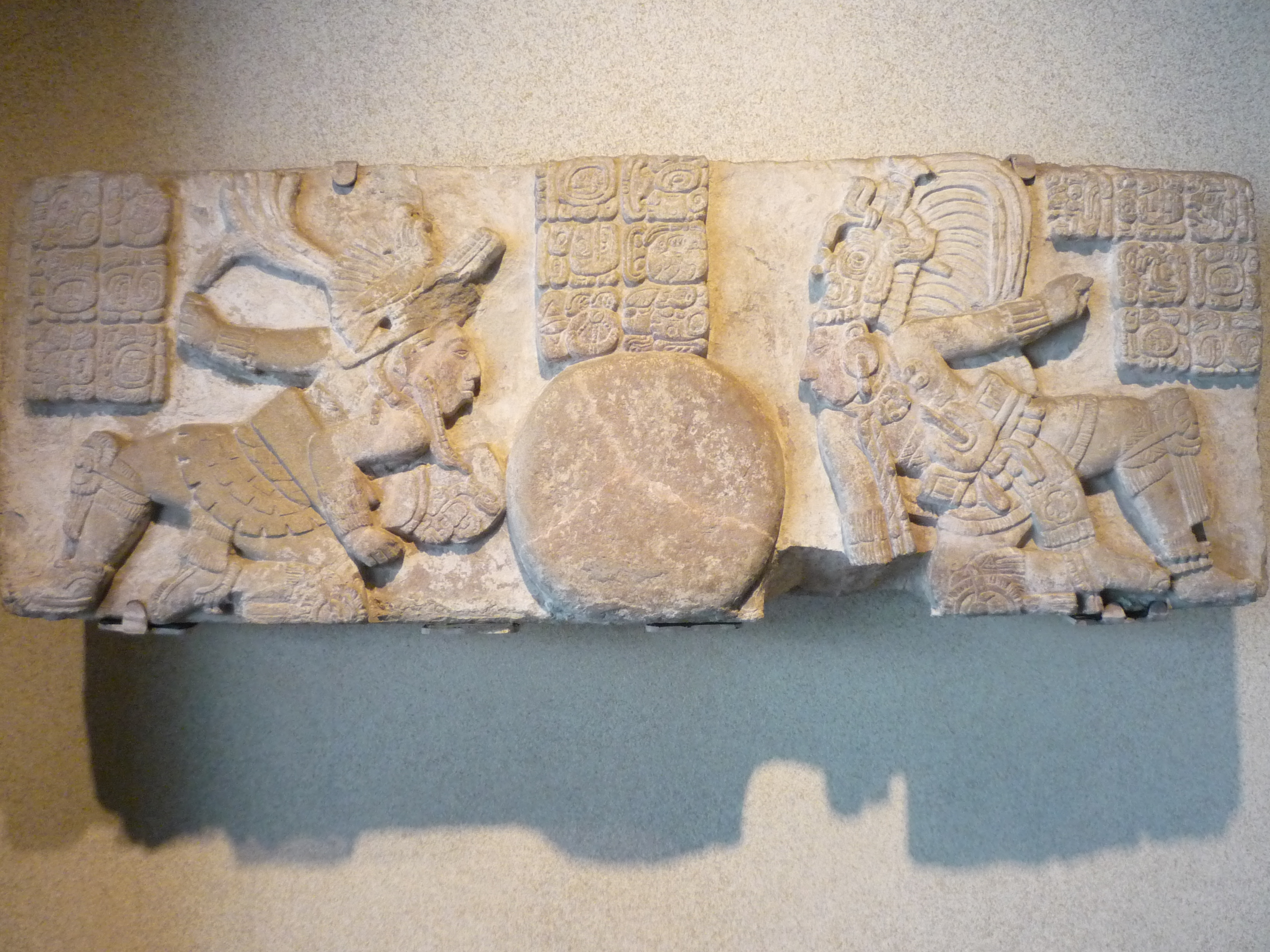
Toniná megkönnyebbülés
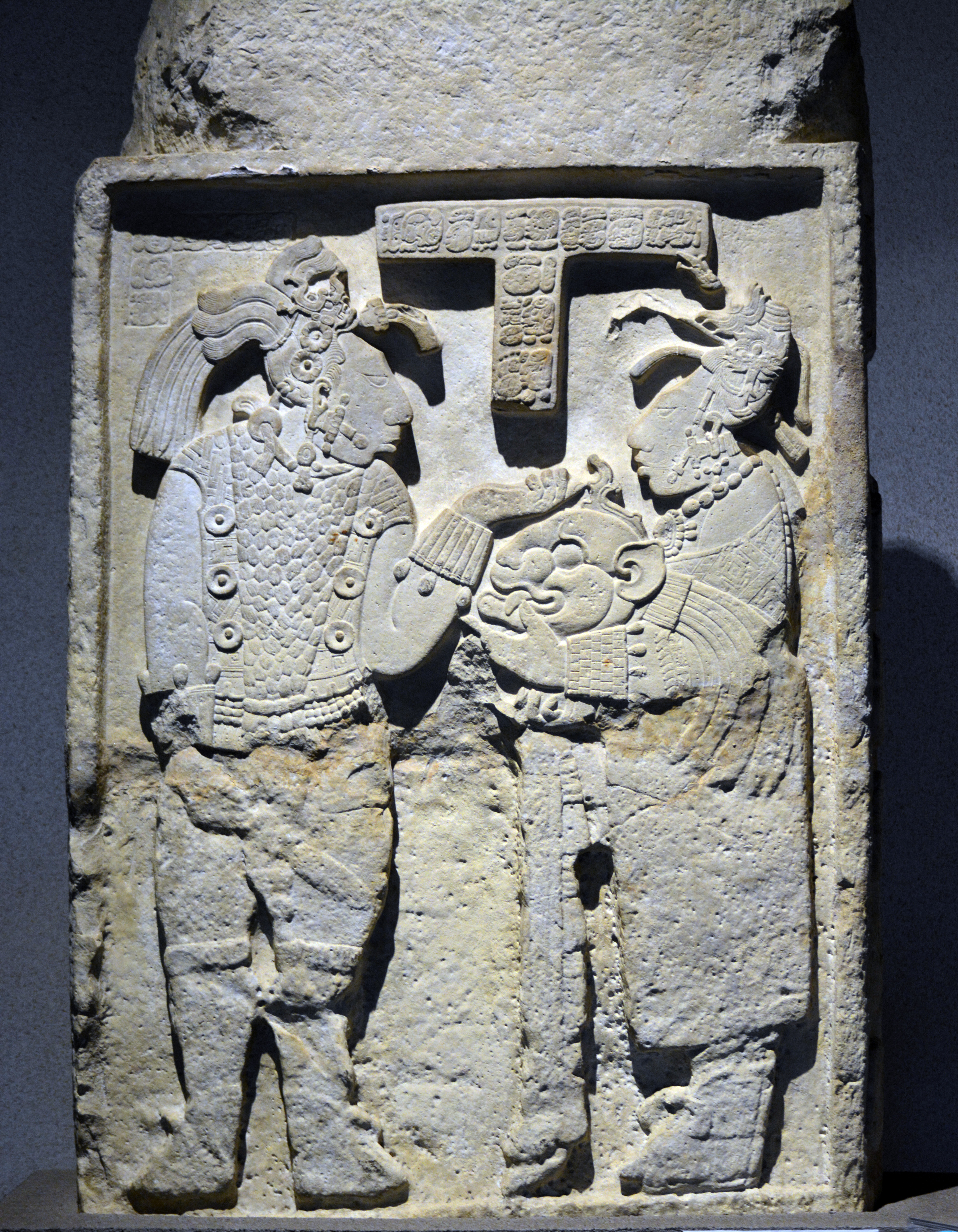
Ablakpárkány számú 26, Yaxchilán
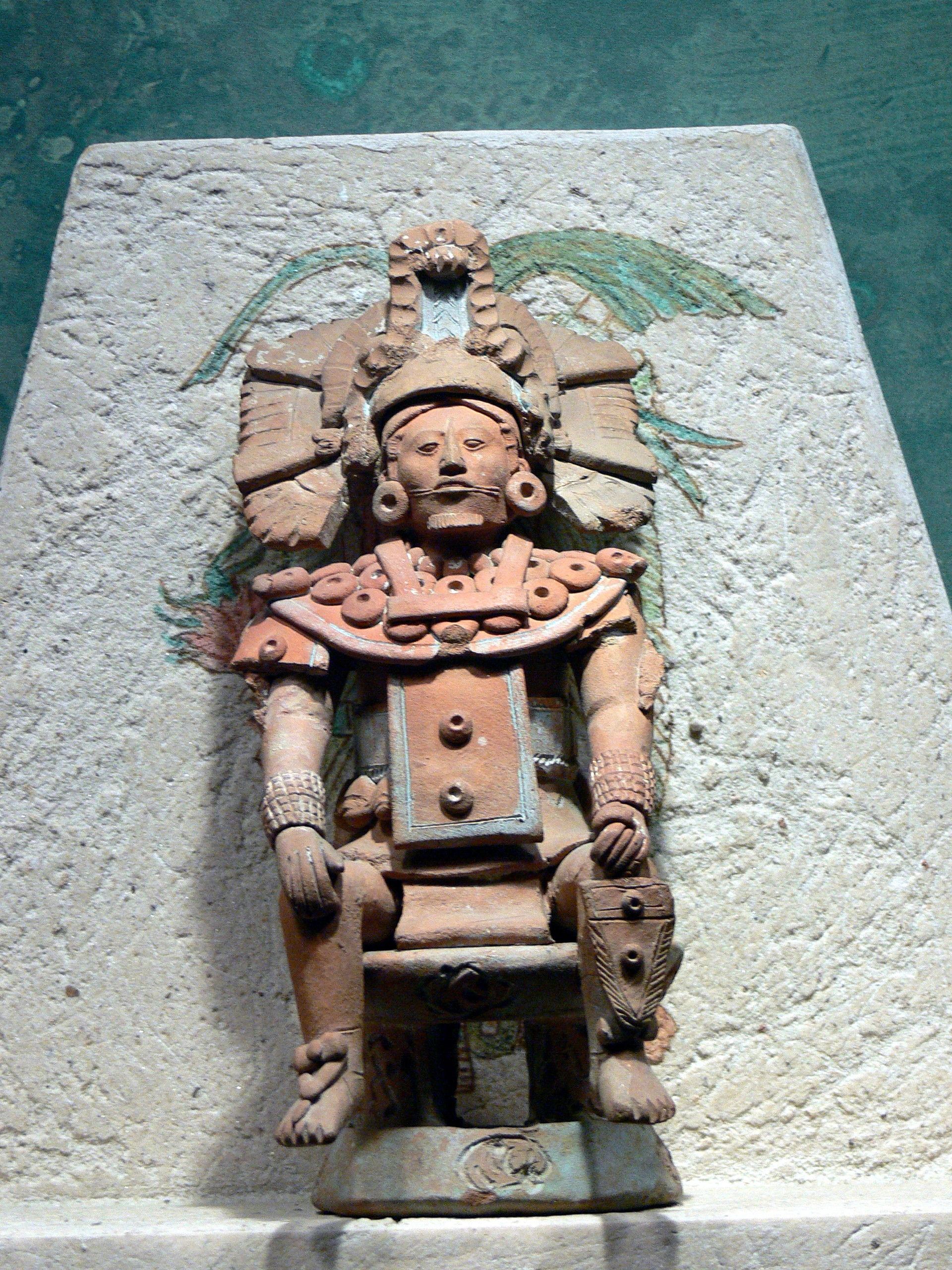
A Jaina-sziget kerámiája
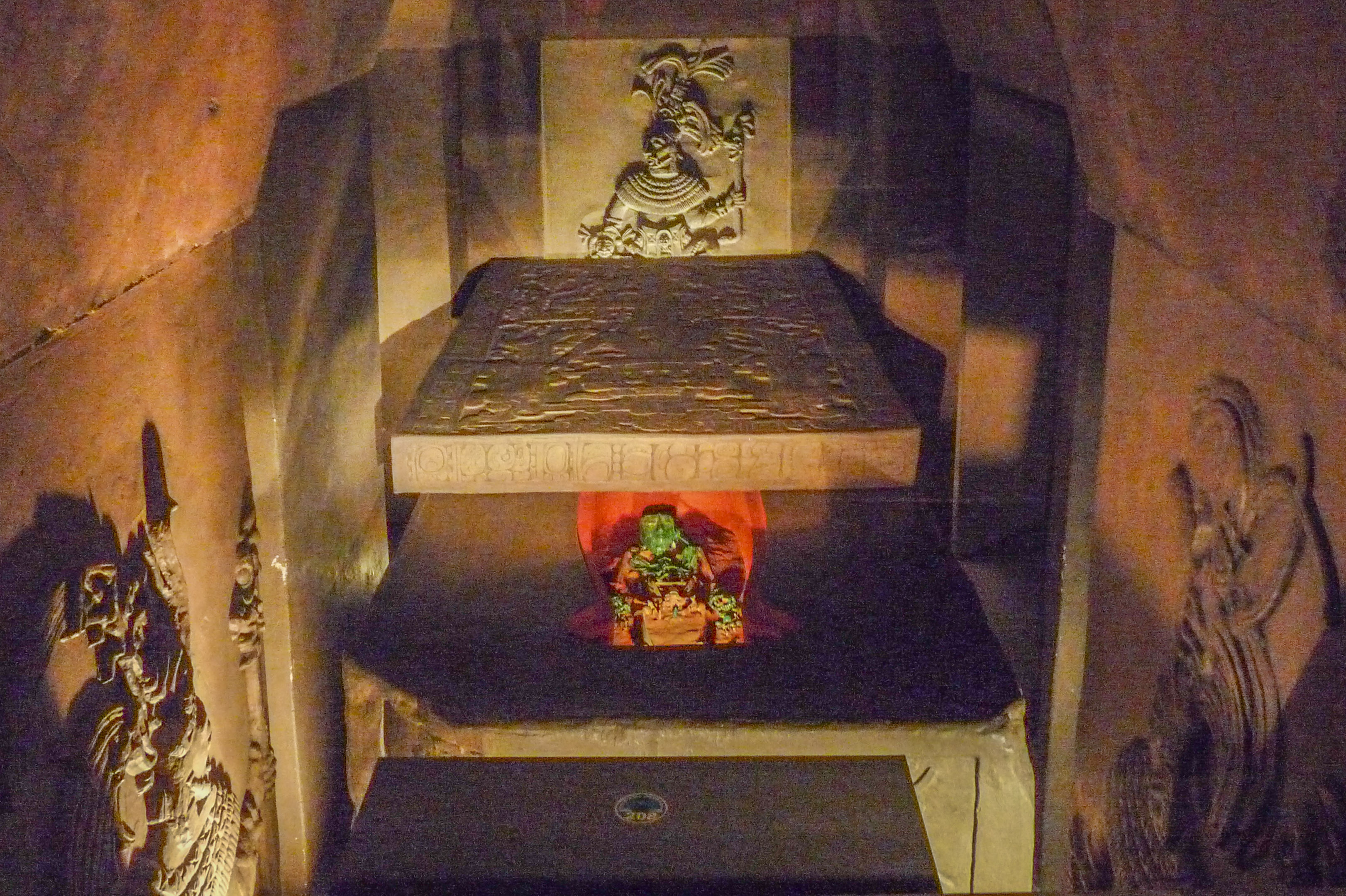
K’inich Janaab’ Pakal király mauzóleumának sokszorosítása, Palenque-ban
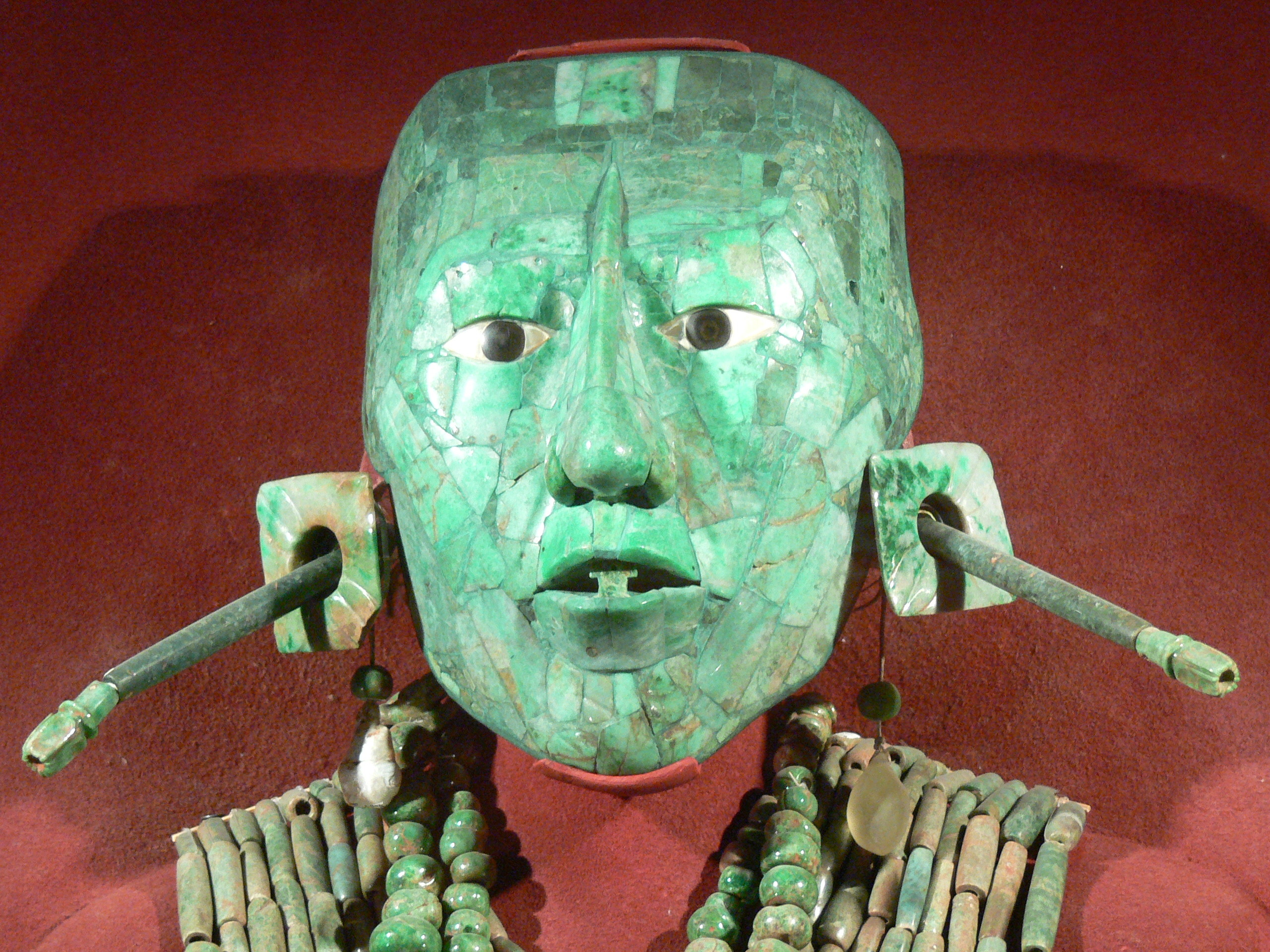
K'inich Janaab 'Pakal halotti maszkja
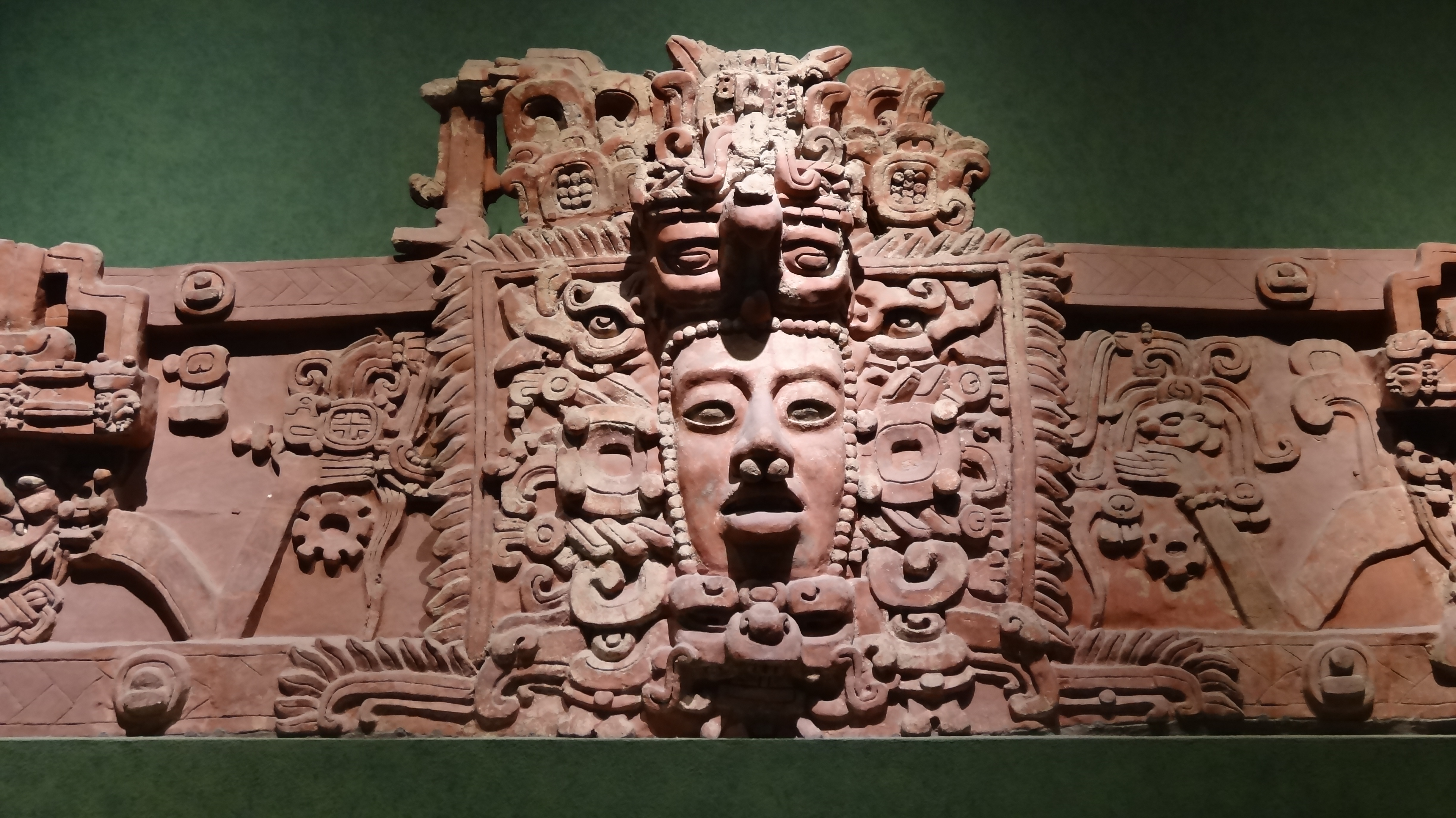
A Placeres fríz
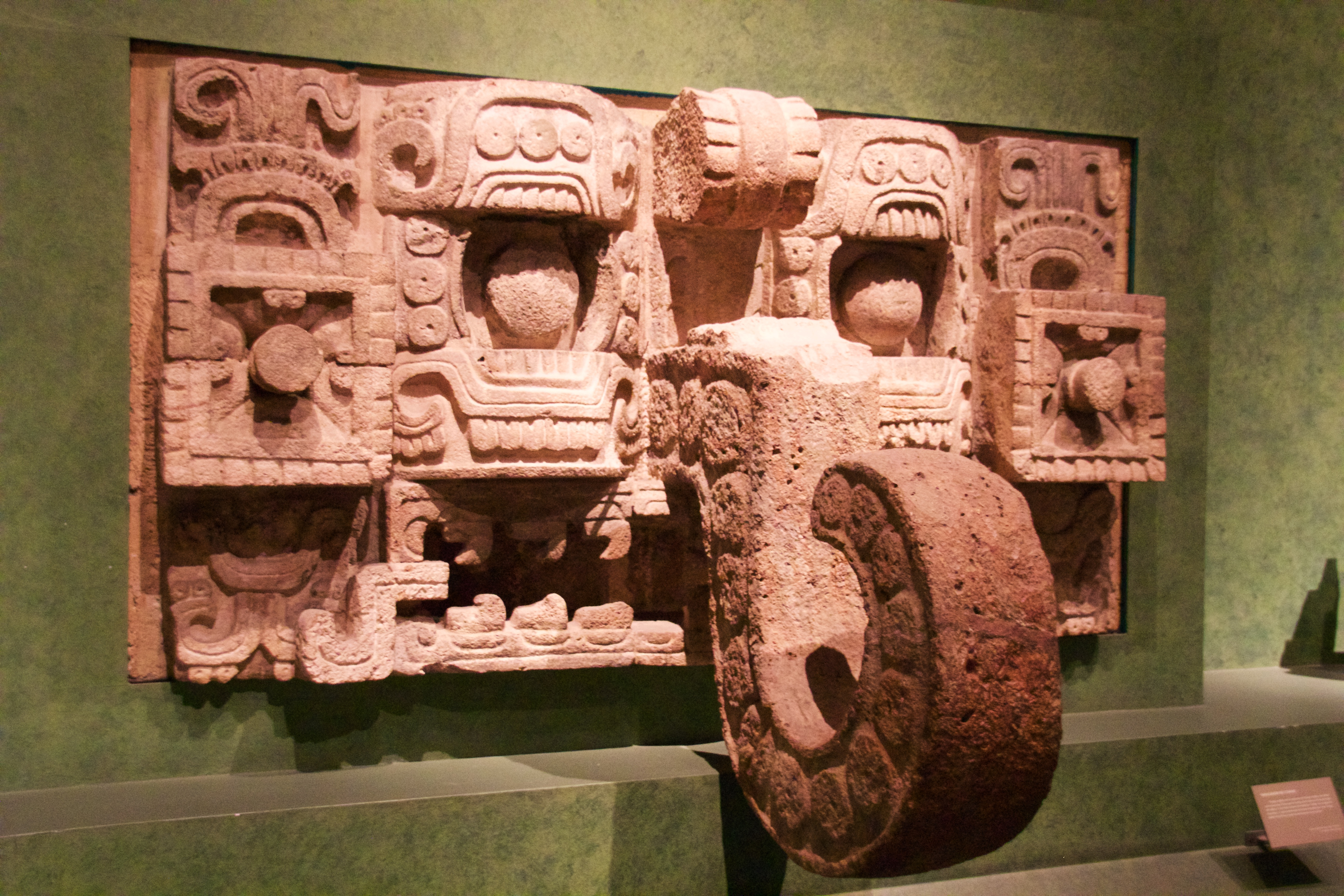
Chaac maszkja
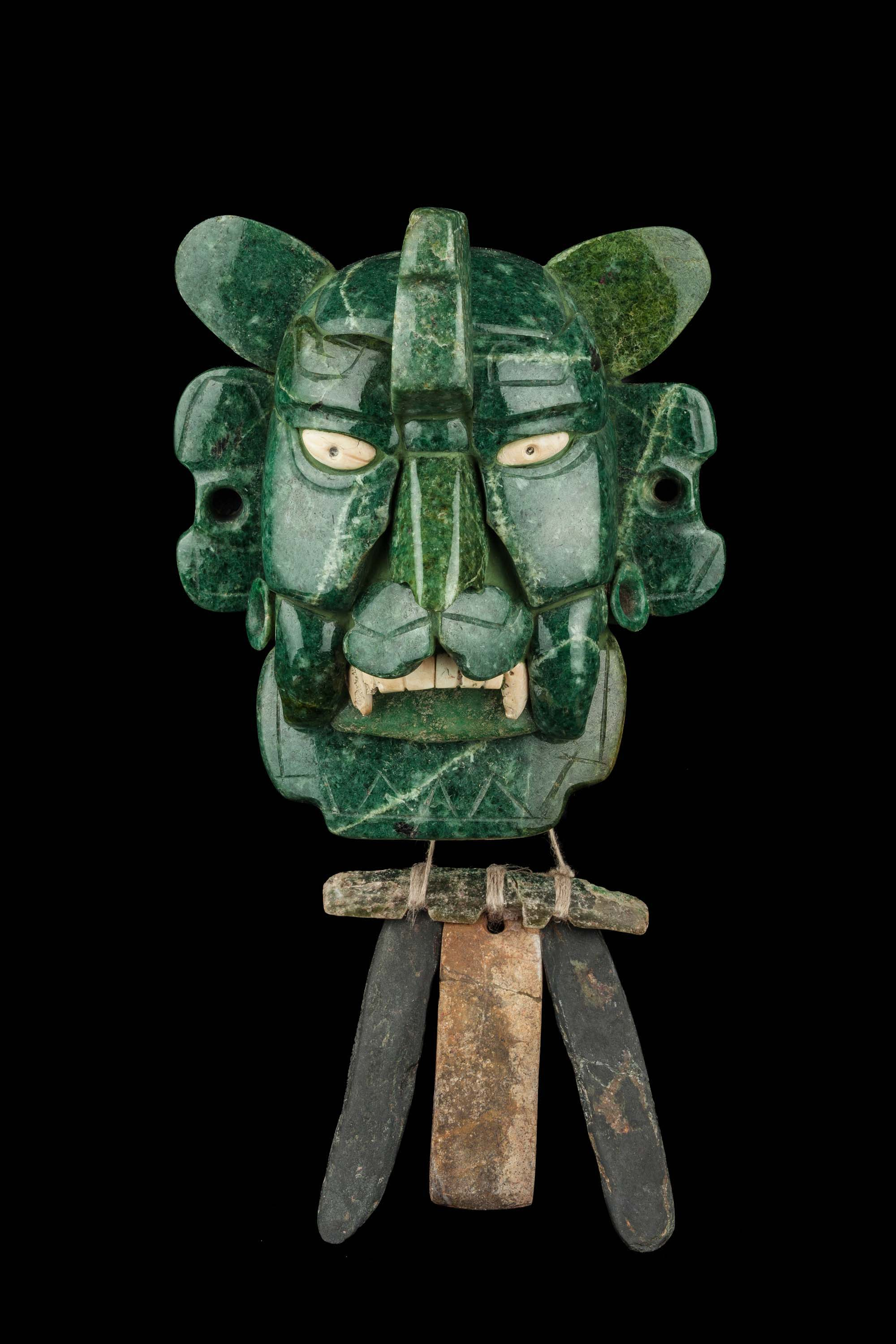
A denevér-Isten zapoték maszkja
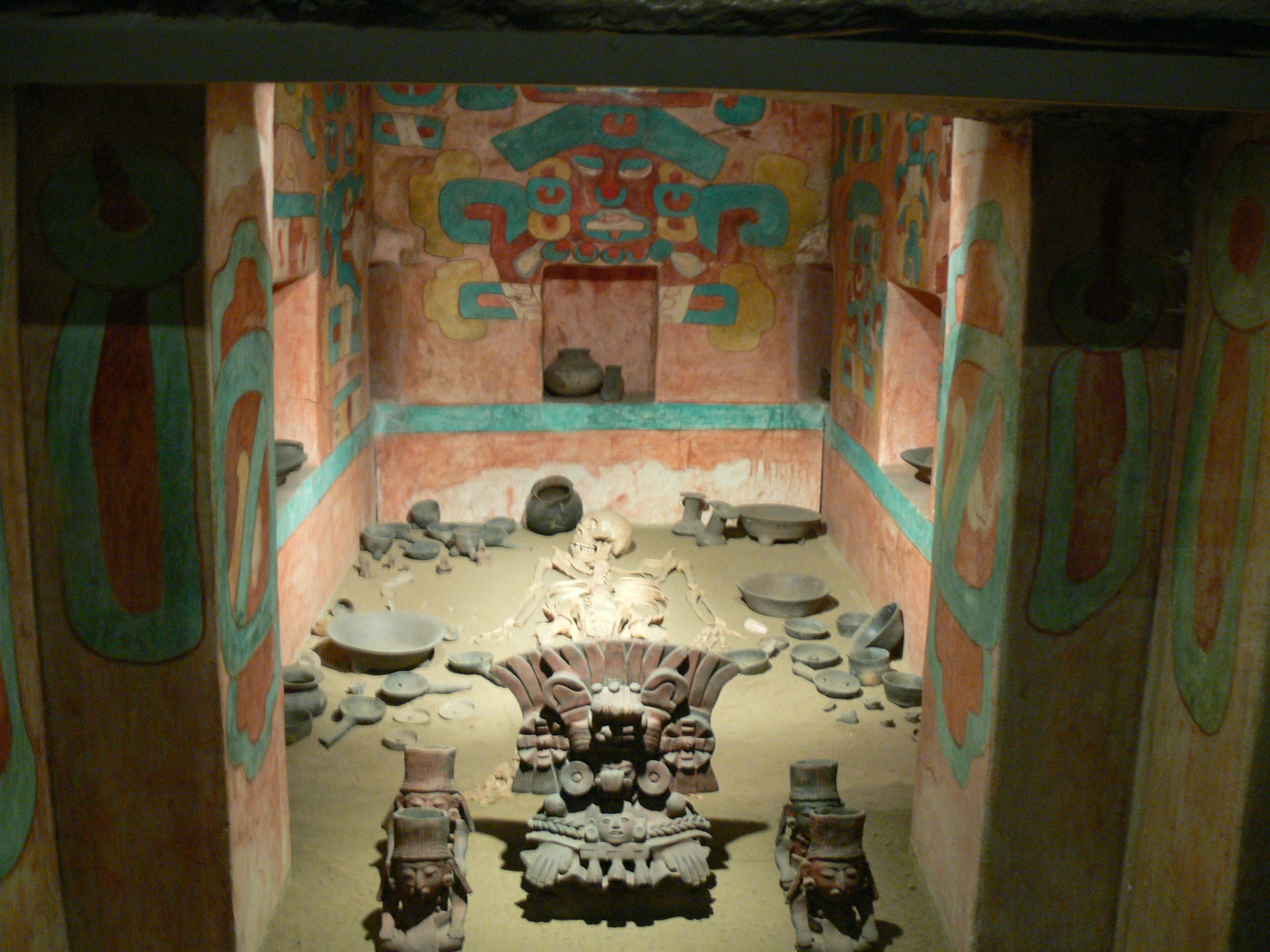
A Monte Albán 105 sír sokszorosítása
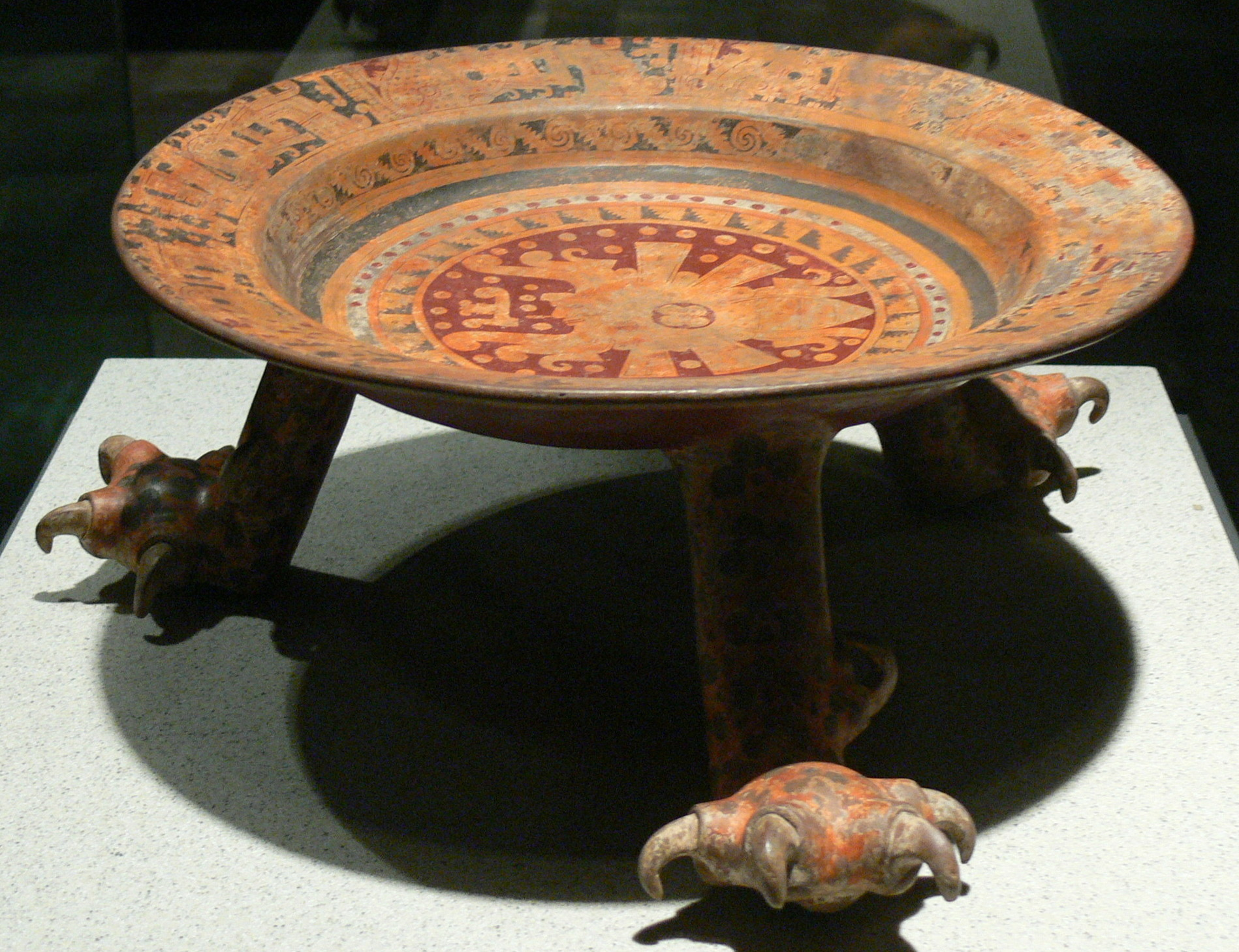
Mixték kerámia
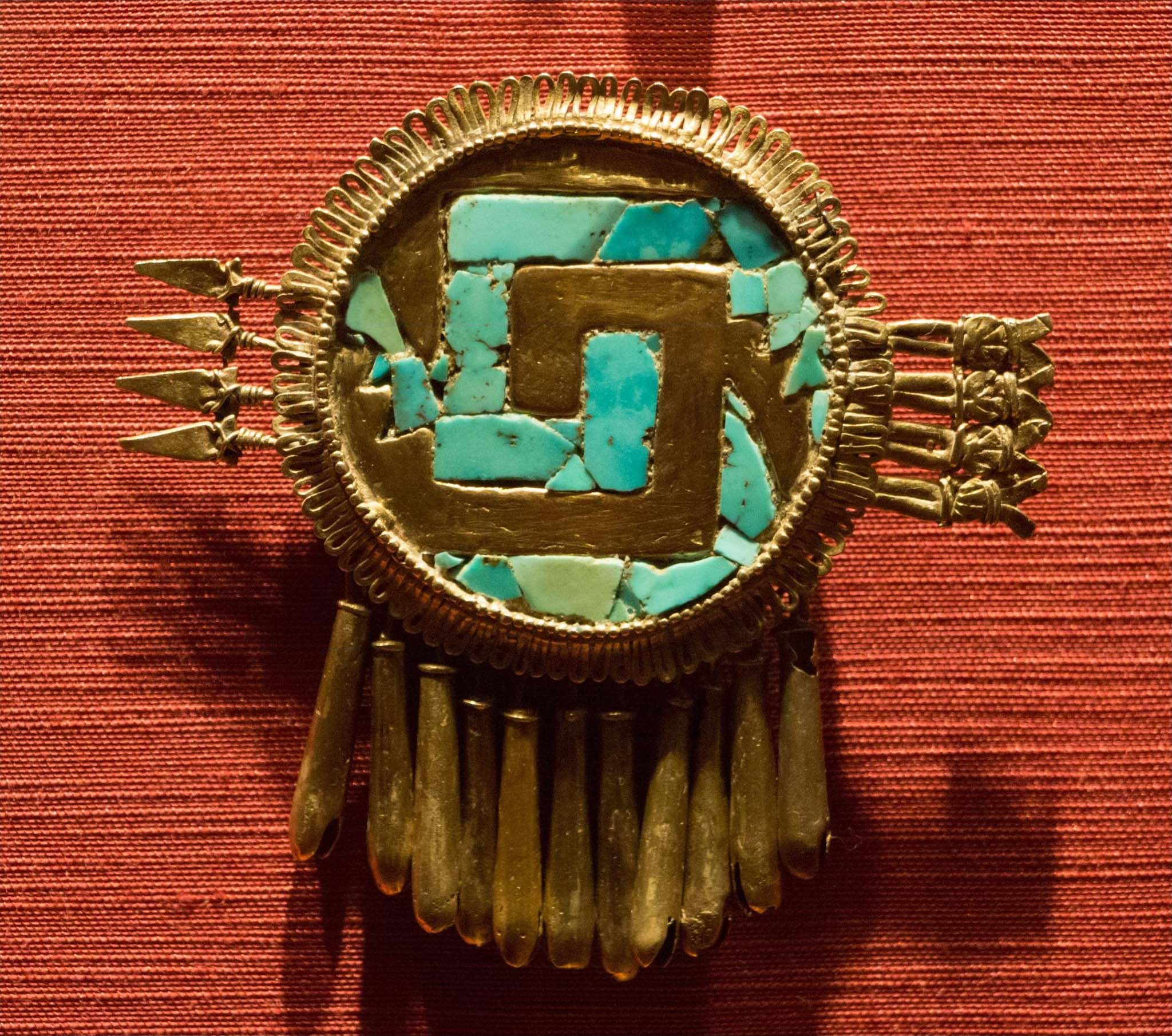
Mixték arany és türkiz mellkas, Yanhuitlán pajzs
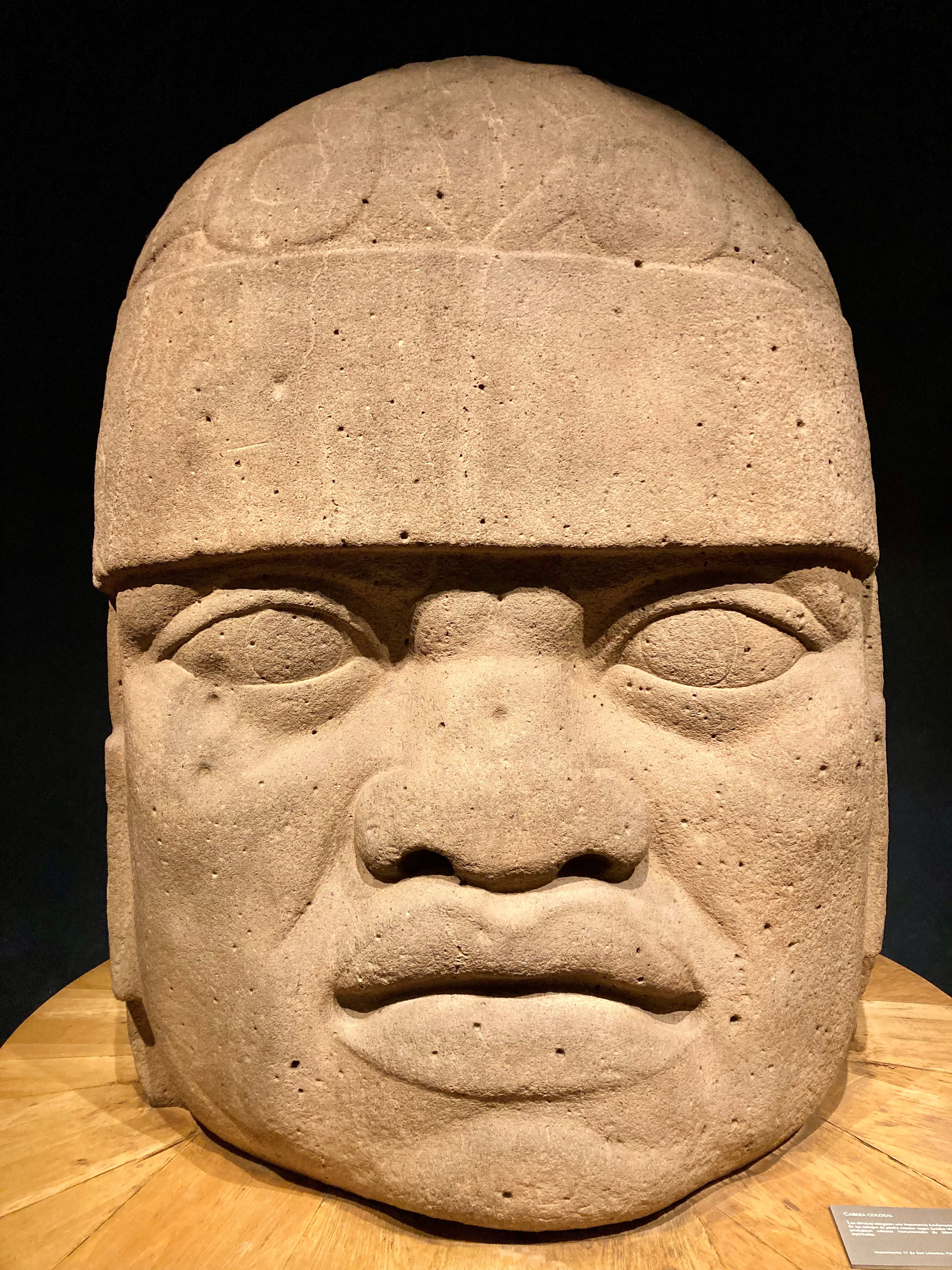
Olmék kőfej
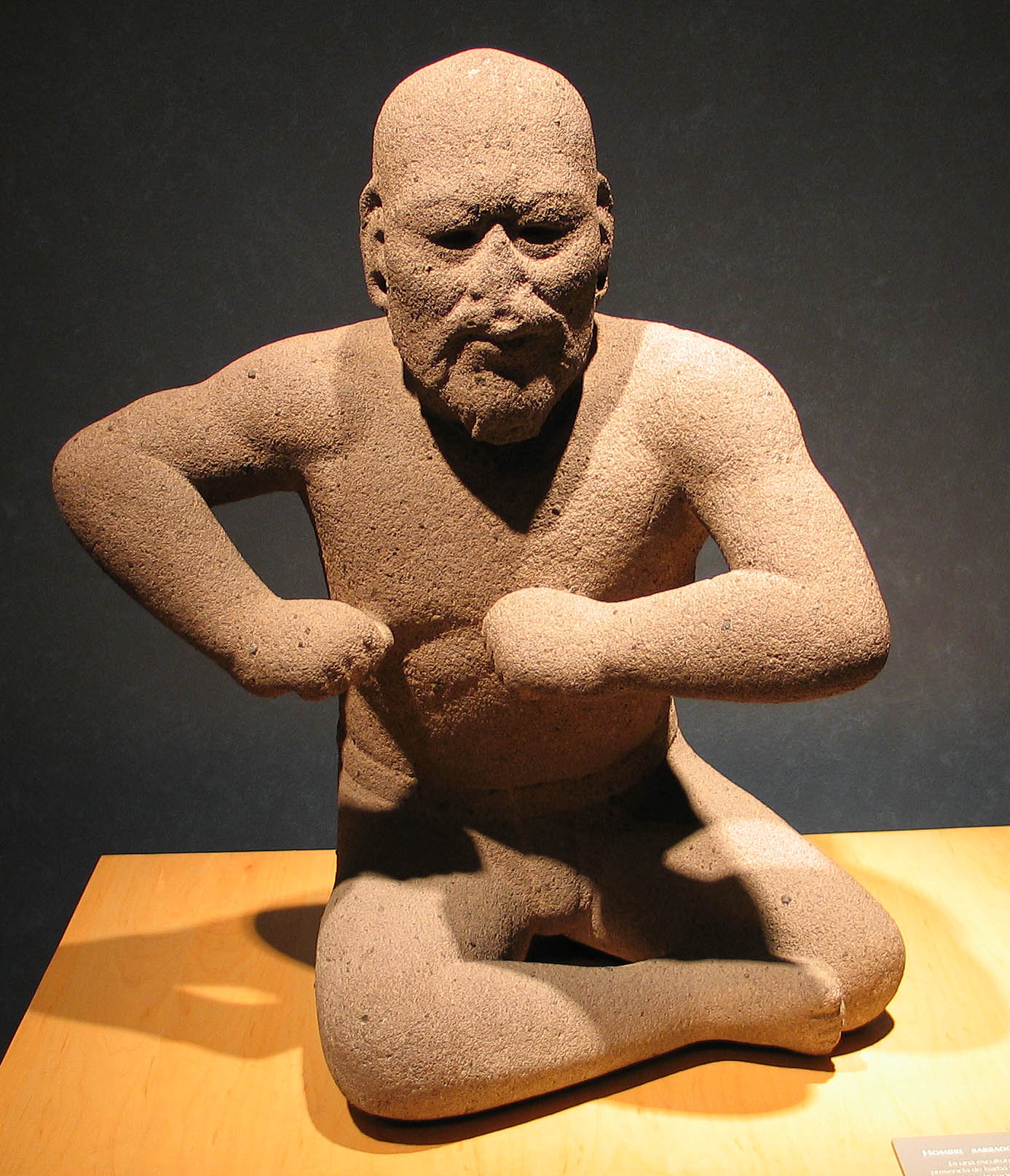
Olmék birkózó
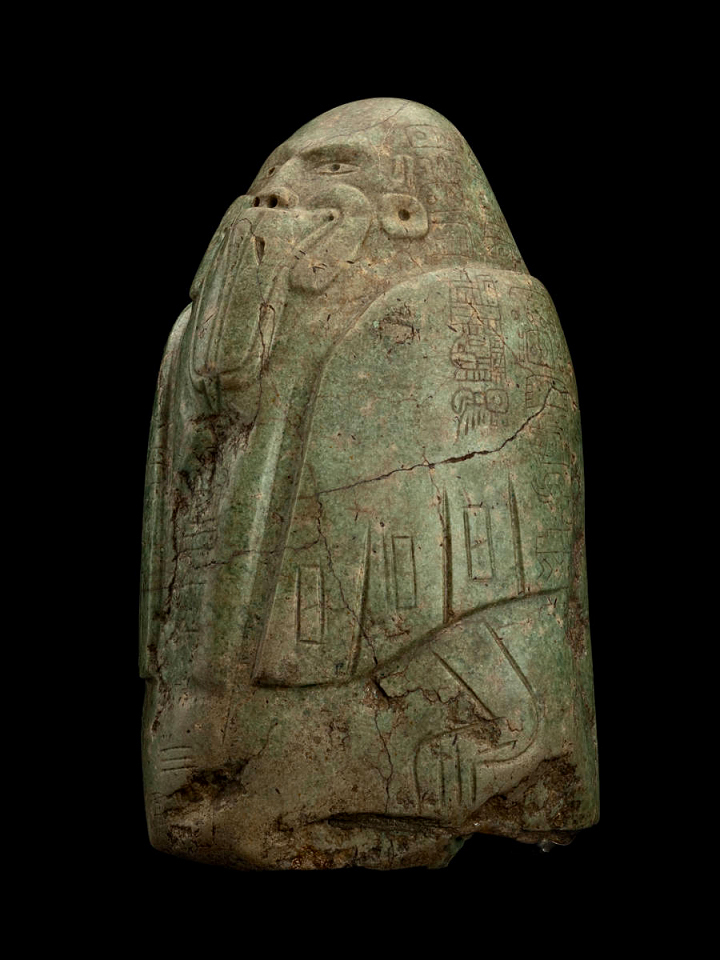
Tuxtla szobrocska
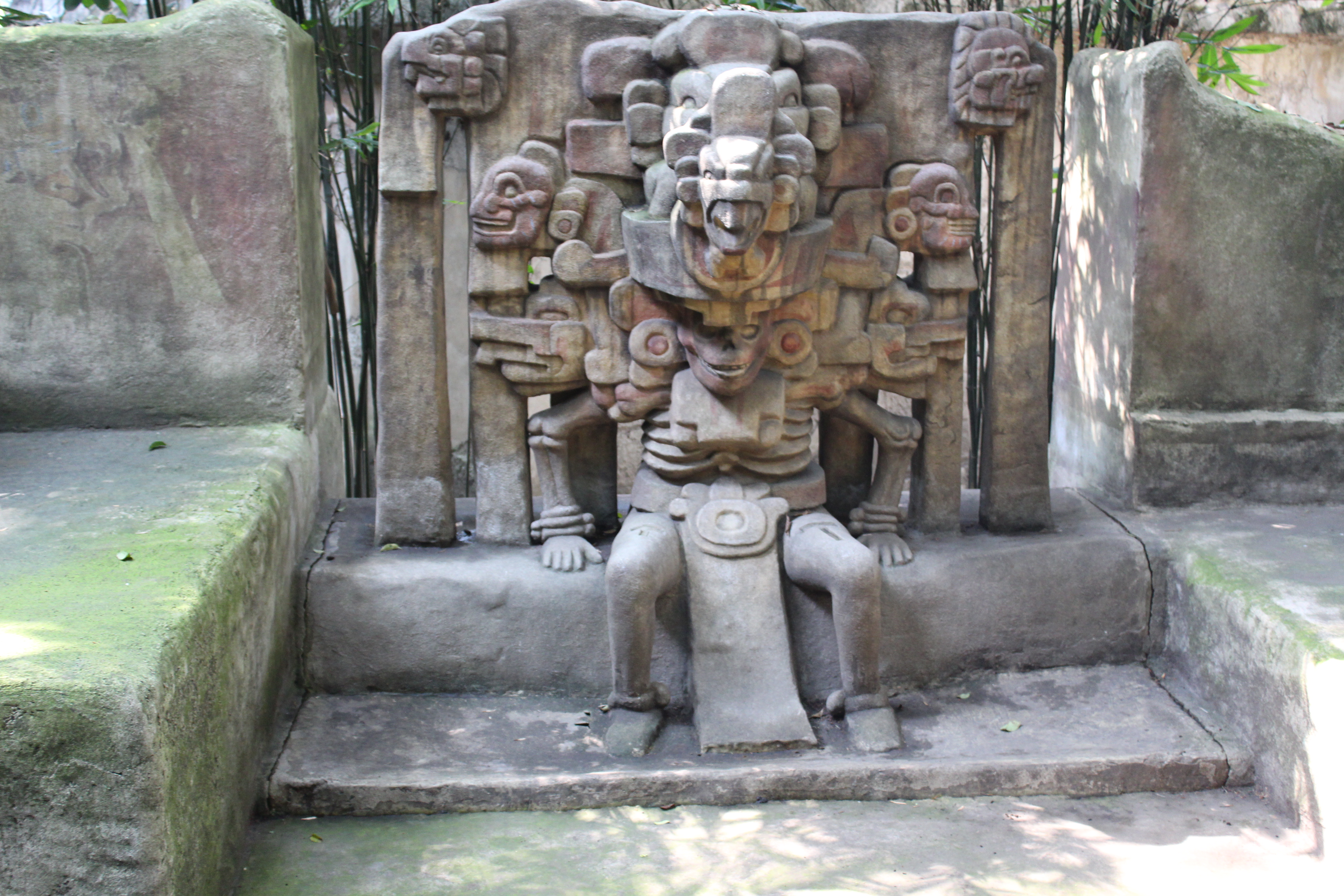
A Miktlántekutli szobra reprodukálása az El Zapotal régészeti helyén
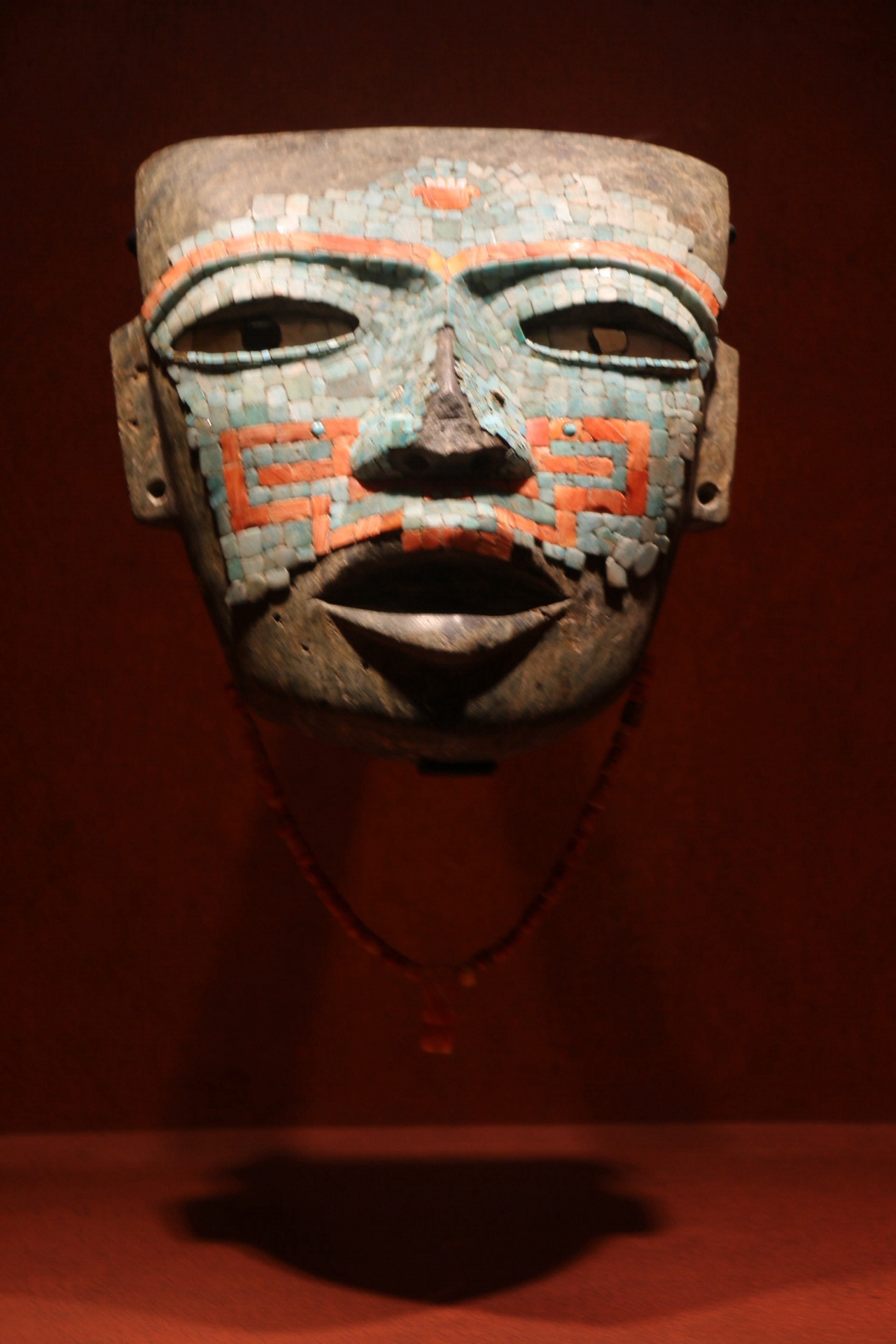
Malinaltepec maszkja